# Formel 2

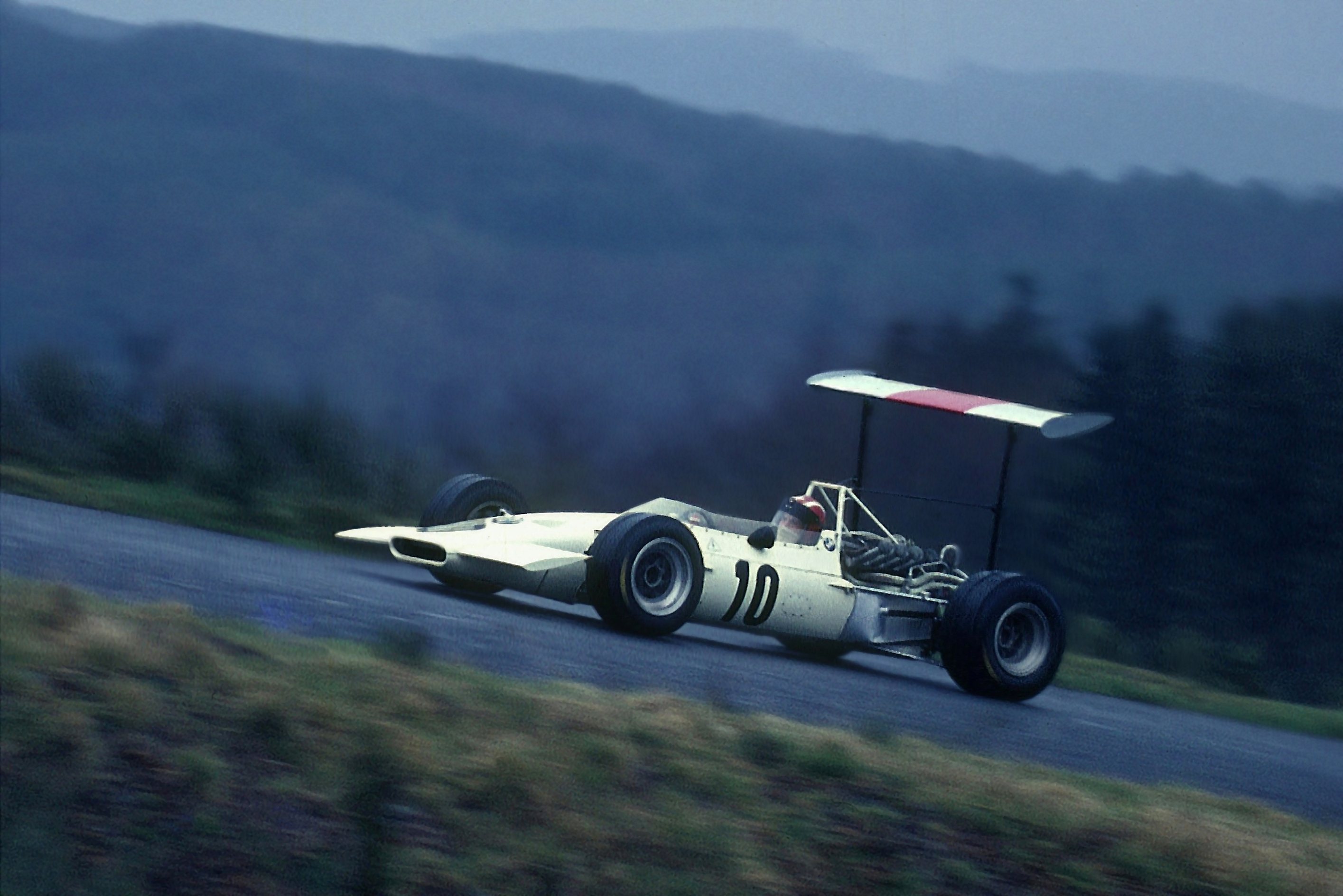
Joseph Siffert 1969 im BMW Formel 2 auf dem Nürburgring

Die Formel 2 ist eine Rennkategorie für einsitzige offene Rennwagen. Mit ihrer Einführung 1948 wurde der bestehenden Formule Internationale – der Rennformel für die Internationalen Großen Preise, für die sich als höchste Rennwagenklasse im Automobilrennsport von nun an entsprechend der Begriff Formel 1 etablierte – erstmals auch offiziell eine zweite Formel als Unterbau zur Seite gestellt. Die Formel 2 rückte damit de-facto an die Stelle der vor dem Zweiten Weltkrieg populären Klasse der Voiturette-Rennwagen. Mit Unterbrechungen wurden bis in die 1980er-Jahre hinein neben zahlreichen Einzelrennen verschiedene nationale und regionale Meisterschaften ausgerichtet, darunter von 1967 bis 1984 die Formel-2-Europameisterschaft. An ihre Stelle traten ab 1985 vorübergehend die Formel 3000 und später die GP2-Serie, bis mit Beginn der Saison 2017 unter dem Titel FIA-Formel-2-Meisterschaft der Begriff Formel 2 wieder offiziell zurückkehrte.
Fast ihre gesamte Geschichte hindurch war die Formel 2 aus technischer wie auch sportlicher Sicht weitgehend ein Abbild der Formel 1, wobei die Konstruktionen im Hinblick auf die Verwendung durch die zahlreichen Privatfahrer meist etwas robuster, weniger komplex und vor allem auch reparaturfreundlicher ausfielen. Neue Trends, wie die Einführung der Monocoque-Bauweise, die Verwendung von sogenannten „Flügeln“ als Abtriebsflächen an Front und Heck oder der Einsatz von profillosen „Slick“-Reifen waren nach kurzer Zeit auch an den jeweiligen Formel-2-Rennwagen zu finden.
Ab Ende der 1960er Jahre wurde die Formel 2 dabei ausdrücklich als Nachwuchsklasse für kommende Grand-Prix-Piloten aufgebaut. Als Fazit ist dabei allerdings festzustellen, dass kein einziger Formel-2-Europameister später auch einen Formel-1-Weltmeistertitel erringen konnte und Ausnahmefahrer wie Nelson Piquet, Alain Prost oder Ayrton Senna in der Regel eher andere Wege einschlugen, ohne ihre Karriere mit der Formel 2 allzu lang aufzuhalten.

## Formel 2 von 1950 bis 1984

### Vorgeschichte – die „Voiturette“-Rennen (1898–1949)

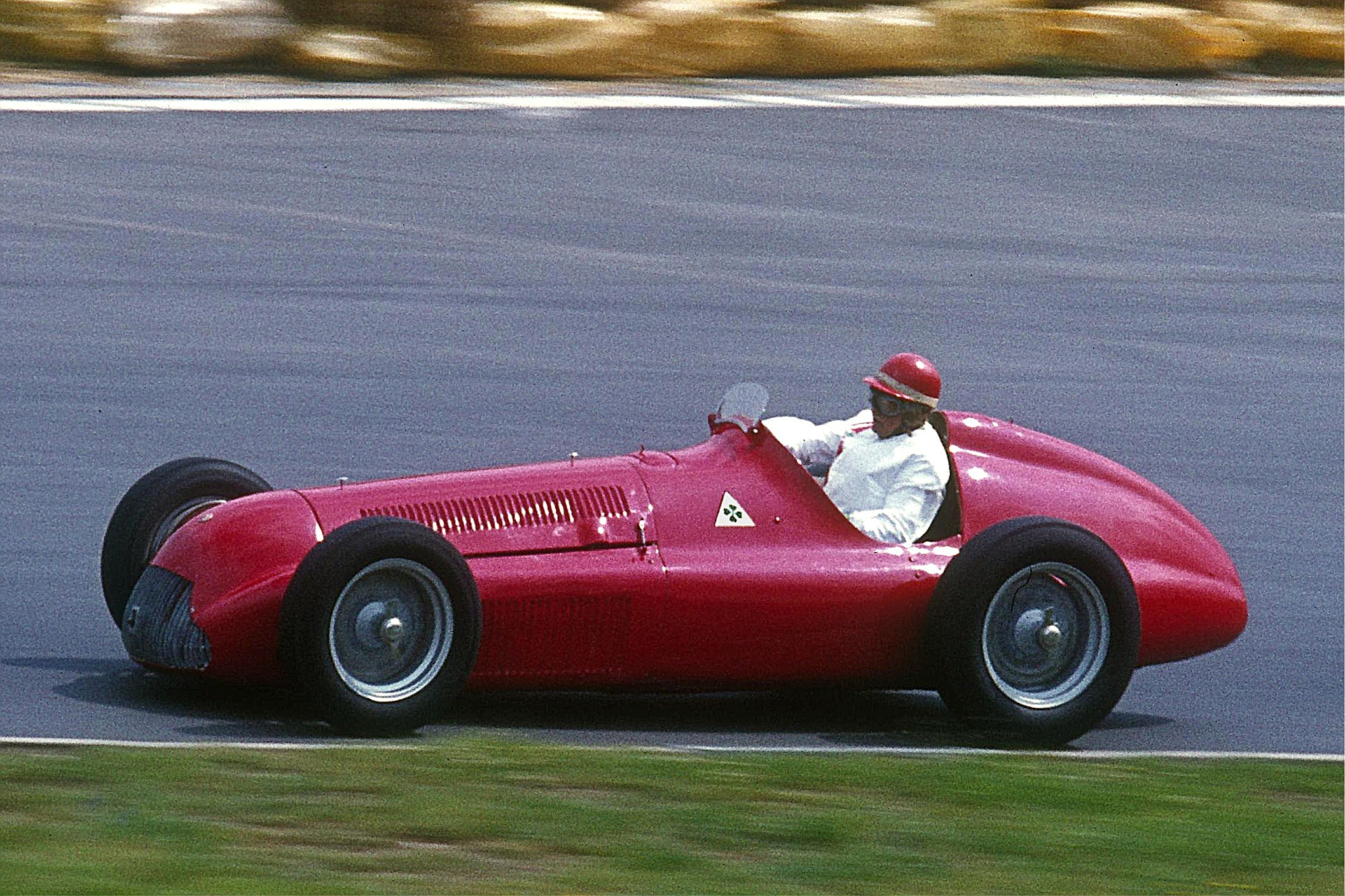
Alfa Romeo „Alfetta“

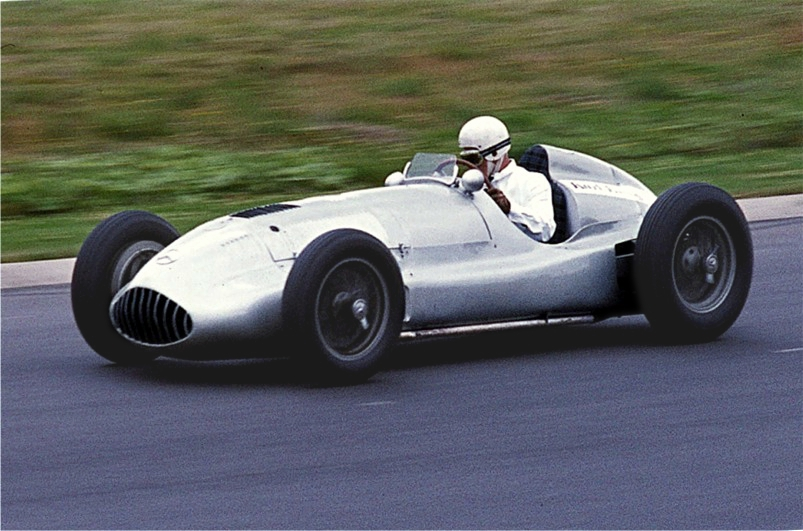
Mercedes-Benz W 165

Schon in den Pionierzeiten des Automobilsports führte die technische Entwicklung mangels irgendwelcher einschränkender Bestimmungen schon ab Ende dem 19. Jahrhundert zu speziell für Renneinsätze entwickelten Hochleistungsmodellen mit außerordentlich anwachsenden Motorabmessungen von bald bis zu 20 Liter Hubraum. Gleichzeitig nahm die Verbreitung kleinerer und wirtschaftlicher Automobile als Gebrauchsmodelle für den Alltagseinsatz zu. Um auch den Herstellern solcher Fahrzeuge Erfolge bei Automobilwettbewerben zu ermöglichen, wurden 1898 beim Rennen Marseille-Nizza zum ersten Mal getrennte Wertungen für verschiedene Wagenklassen (Gesamtgewicht bis 250 kg, bis 400 kg, bis 650 kg sowie die weiterhin unbeschränkte offenen Kategorie) eingeführt.
Schnell entwickelten sich auch diese „Kleinwagen“ zu ernsthaften Wettbewerbsfahrzeugen, zumal sie gegenüber den (ab 1902 auf 1 t Gesamtgewicht limitierten) „Hubraummonstern“ der Grand-Prix-Klasse bei den damals üblichen Überlandrennen auf den noch weitgehend unbefestigten Landstraßen hinsichtlich Handlichkeit und Materialverschleiß gewisse Vorteile aufwiesen. Dennoch erregte der Gesamtsieg von Marcel Renault 1902 beim Rennen von Paris nach Wien mit seinem lediglich 30 PS starken Rennwagen über die zum Teil mehr als doppelt so leistungsstarken Konkurrenten der „großen“ Kategorie erhebliches Aufsehen.
Schon bald kam es auch zu ersten eigenständigen Rennveranstaltungen, wobei neben der Bezeichnung voitures légères der Begriff Voiturettes zunehmend Verwendung fand. Bei diesem Ausdruck, der eigentlich etwas spöttisch als „Wägelchen“ übersetzt werden kann, handelt es sich um eine ursprünglich von Léon Bollée eingeführte Modellbezeichnung für die von ihm produzierten Dreiradfahrzeuge. Schnell setzte sich der Begriff jedoch für kleine und leichte Rennwagen durch, wobei die Abgrenzung zwischen den einzelnen Kategorien wie auch zu den darunter angesiedelten Cyclecars – einer Art Mischform zwischen Automobil und Motorrad – weitgehend im Ermessensspielraum der jeweiligen Veranstalter lag.
Neben dem Grand Prix de l’ACF (benannt nach dem Ausrichter des Rennens, dem Automobile Club de France), der ab 1906 als Höhepunkt jeder Motorsportsaison war, fand nun ebenfalls einmal jährlich ein bedeutendes Voiturette-Rennen statt. Namensgeber war die französische Zeitschrift L’Auto – Vorläufer der heutigen L’Équipe, die auch das Regelwerk vorgab. In der Anfangszeit bestand die Rennformel aus einer Kombination von Maximalwerten für Bohrung (und später auch Hub) von Ein-, Zwei- oder Vierzylindermotoren mit entsprechend gewählten Untergrenzen für das Fahrzeuggewicht, deren Kenngrößen im Einzelnen nahezu jährlich neu festgelegt wurden.
Dieser Coupe de l’Auto war von Anfang an ein großer Erfolg und die Rennen erfreuten sich von Jahr zu Jahr steigender Beliebtheit bei teilnehmenden Herstellern und Publikum. Als zwischen 1909 und 1911 der Grand-Prix-Sport seine erste schwere Krise durchlebte und der ACF drei Jahre lang auf die Durchführung seines „Großen Preises“ verzichten musste, rückte das „Kleinwagenrennen“ in dieser Zeit vorübergehend sogar zum jährlichen Hauptereignis für die Motorsportwelt auf. Ab der Saison 1911 kehrte mit der Begrenzung des Hubraums auf 3 Liter bei gleichzeitiger Festsetzung des minimalem Gesamtgewichts auf 800 kg auch seitens des Reglements erstmals für einen längeren Zeitraum Stabilität ein. Obwohl die Wagen damit alles andere als „klein“ oder „leicht“ waren und die übliche Bezeichnung als Voiturettes auch angesichts des hohen Entwicklungsstands längst ad absurdum geführt worden war, hatte sich dieser Begriff mittlerweile so stark gefestigt, dass er bis zur Einführung der Formel 2 – und sogar darüber hinaus – beibehalten wurde.
Die dominierende Marke war zunächst Sizaire-Naudin, deren Wagen den Coupe de l’Auto von 1906 bis 1908 dreimal in Folge gewannen, bis sich Lion-Peugeot mit zwei Siegen in den Jahren 1909 und 1913 wie auch bei zahlreichen weiteren Rennveranstaltungen immer stärker in den Vordergrund schob. Achtungserfolge erzielten aber jeweils auch Delage (1908 Sieger beim einmalig im Rahmenrennen zum Grand Prix de l’ACF ausgetragenen Grand Prix des Voiturettes sowie im Coupe de l’Auto von 1911), La Hispano-Suiza (Coupe de l’Auto 1910) und Sunbeam (Coupe de l’Auto 1912, der in diesem Jahr als Sonderwertung im Rahmen des Grand Prix de l’ACF ausgetragen wurde).
Als nach dem Ende des Ersten Weltkriegs der Rennbetrieb wieder aufgenommen wurde, war in dieser Klasse zunächst Bugatti tonangebend. Nach dem Erfolg von Ernest Friderich 1920 beim ersten Coupe de l’Auto der Nachkriegszeit begründete der Vierfachsieg (Ernest Friderich vor Pierre de Vizcaya, Michele Braccoli und Pierre Marco) beim Gran Premio delle Vetturette, der 1921 in der Rennwoche von Brescia im Rahmenprogramm zum ersten Großen Preis von Italien ausgetragen wurde, endgültig die ruhmreiche Motorsporttradition dieser elsässischen Marke. 1922 folgte eine länger anhaltende Phase der Dominanz des britisch-französischen Sunbeam-Talbot-Darracq-Konzerns, die nur anlässlich der sporadischen Auftritte der bald auch kompressorgeladenen italienischen Fiat-Rennwagen gebrochen wurde.

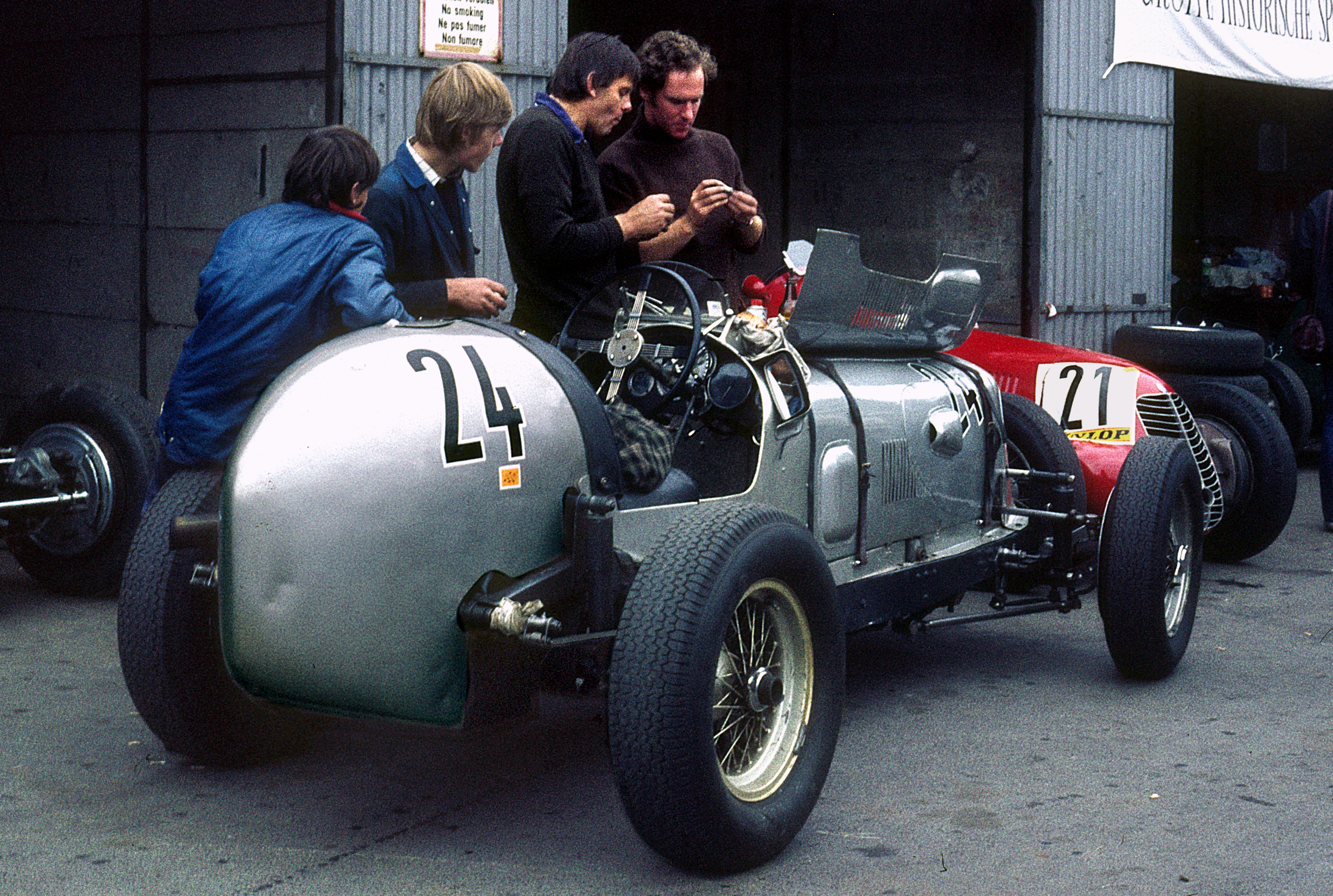
ERA, Baujahr 1956

In der Zwischenzeit setzten jedoch zwei Entwicklungen ein, durch die die Voiturette-Klasse stark an Bedeutung verlor. Nachdem die Hubraumgrenze für diese Kategorie nach dem Neubeginn 1920 auf 1,5 Liter limitiert worden war, bedeutete einerseits die schrittweise Absenkung der Motorengröße für die „vollwertigen“ Grand-Prix-Rennwagen von 3 Liter ab 1922 zunächst auf 2 Liter und für 1926/1927 sogar auf 1,5 Liter, dass für eine darunter angesiedelte Wagenklasse kaum Spielraum übrig blieb und die Voiturettes fast vollständig in der Kategorie der bisherigen Cyclecars (Rennwagen bis 1,1 Liter Hubraum) aufgingen. Gleichzeitig wurden daneben sogenannte Formula-Libre-Rennen zunehmend populärer, bei denen Rennwagen aller Arten und Motorengrößen gegeneinander antraten. Auch wenn dabei nominell unterschiedliche Klassen ausgeschrieben wurden, kamen die kleineren Modelle gegenüber älteren, aber vergleichsweise stark motorisierten ehemaligen Grand-Prix-Rennwagen hier kaum noch für Gesamtsiege in Frage.
Diese Situation änderte sich erst wieder, als gegen Ende der 1920er Jahre auch für die Grand-Prix-Klasse wieder alle Hubraumbeschränkungen fallen gelassen wurden. Damit setzte unter den beteiligten Herstellern ein Wettrüsten um immer größere und leistungsstärkere Motoren ein, die für private Rennställe kaum noch erschwinglich wurden. In die auf diese Weise entstandene Lücke stießen Hersteller wie Bugatti, Maserati und ERA, die damit begannen, in kleiner Serie frei verkäufliche Rennwagen mit kompressorgeladenen 1,5-Liter-Motoren für zahlungskräftige Kunden zu produzieren. Während angesichts der zunehmenden Dominanz der deutschen „Silberpfeile“ ab der zweiten Hälfte des Jahrzehnts die Teilnehmerfelder bei offiziellen Grand-Prix-Rennen stark an Attraktivität einbüßten, erlebten die Voiturette-Rennen auf diese Weise überall in Europa eine neue große Blütezeit. Als praktisch letzter verbliebener Konkurrent der deutschen Rennställe zog sich schließlich auch Alfa Romeo von der Grand-Prix-Bühne zurück und entwickelte stattdessen mit dem Alfa Romeo Tipo 158 „Alfetta“ einen der fortschrittlichsten Rennwagen seiner Zeit für die „Kleinwagenklasse“. Als der italienische Automobilverband daraufhin für 1939 bekanntgab, alle Rennen nur noch nach der 1,5-Liter-Rennformel auszutragen, entwickelte sogar Mercedes-Benz (Motorsport) mit dem Mercedes-Benz W 165 sozusagen in letzter Minute ein passendes Modell, um zur Überraschung der Italiener beim hochdotierten Gran Premio di Tripoli anzutreten. Prompt errangen die beiden deutschen Rennwagen bei diesem ersten und einzigen Auftritt einen aufsehenerregenden Doppelsieg, bevor der Zweite Weltkrieg allen Rennaktivitäten ein Ende setzte.

### Erstmals „Formel 2“ (1948–1953)

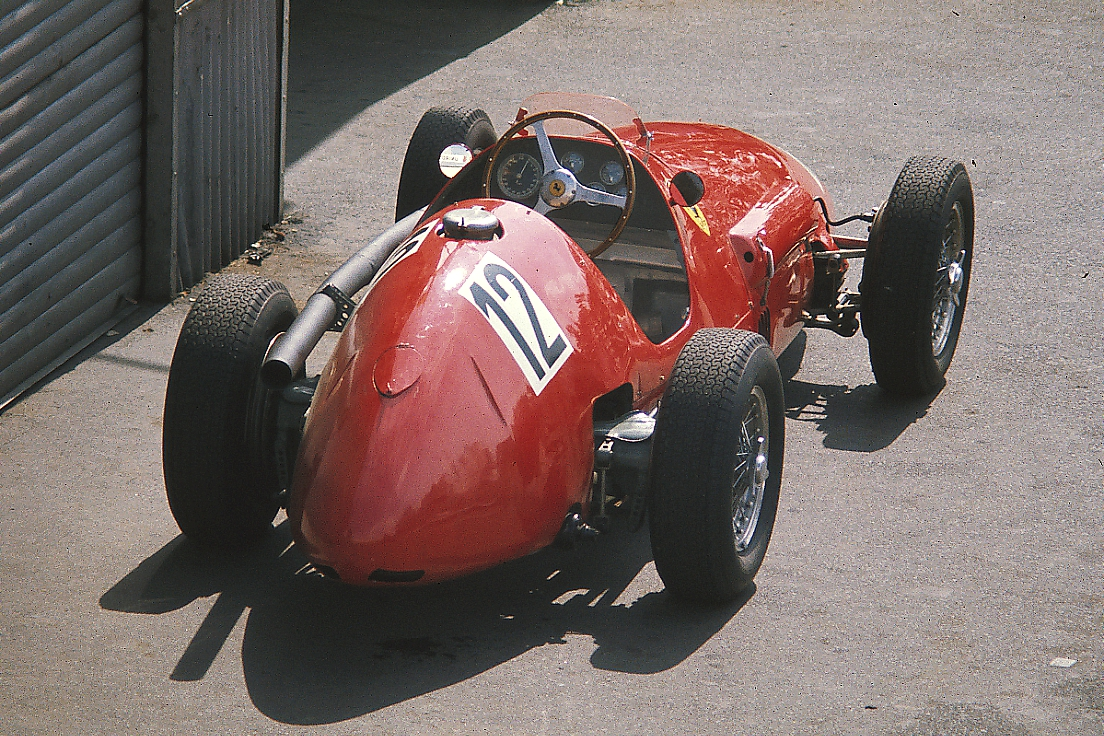
Ferrari Formel 2 von 1953

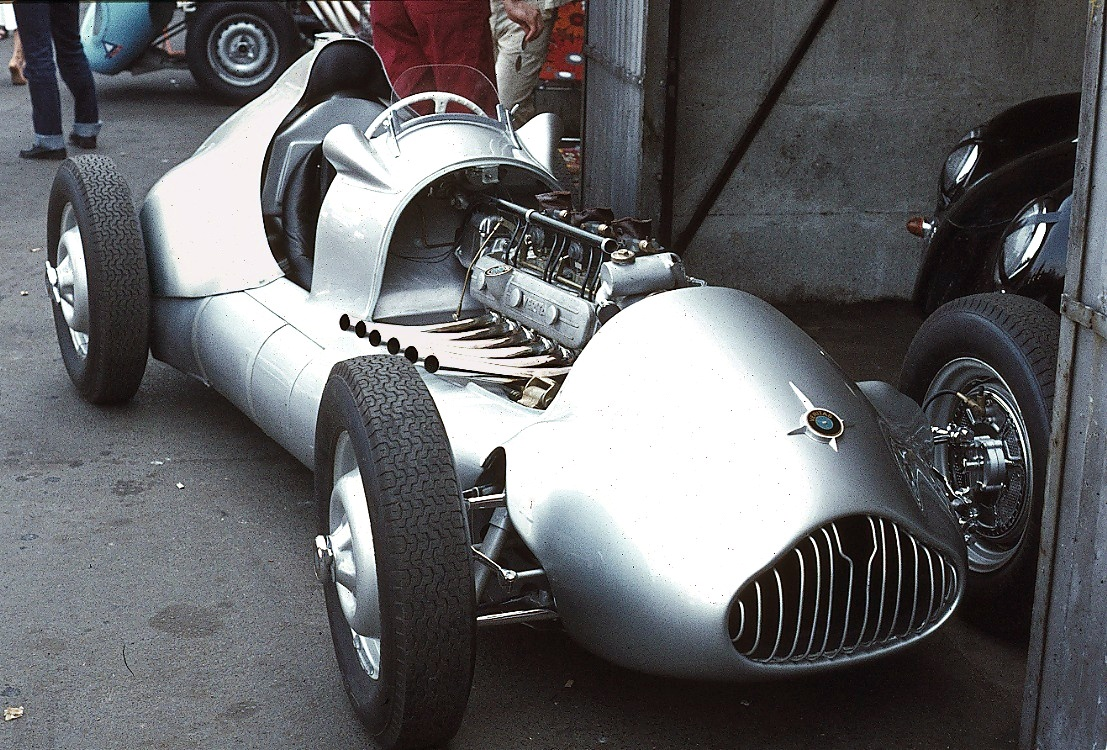
Veritas Meteor

Bereits 1946 lebte der Rennbetrieb in nahezu ganz Europa wieder auf, obwohl dafür mit dem Wegfall der „Silberpfeile“ nunmehr kaum noch vollwertige Grand-Prix-Rennwagen verfügbar waren. Stattdessen hatten jedoch vor allem in privater Hand eine größere Anzahl der 1,5-Liter-Voiturettes überdauert, so dass diese Modelle ab 1947 zur neuen Grand-Prix-Klasse befördert wurden. Als Ersatz schien in Frankreich und Großbritannien zunächst eine neue Voiturette-Kategorie für Rennwagen bis 1,1 Litern Hubraum mit und bis 2,0 Liter Hubraum ohne Kompressoraufladung zu entstehen, während in Italien vornehmlich auf nicht aufgeladene Motoren bis 1,1 bzw. bis 1,5 Litern Hubraum gesetzt wurde. Schließlich entschied sich der internationale Automobilverband FIA jedoch, für 1948 der unverändert fortgeltenden Internationalen Grand-Prix-Formel erstmals auch offiziell eine zweite derartige Rennformel als Unterbau zur Seite zu stellen, bei der die Hubraumgrenzen auf 500 cm³ (mit Kompressor) und 2000 cm³ (ohne Kompressor) festgelegt wurden. Anstelle der zunächst im Reglement etwas sperrig formulierten Bezeichnungen kristallisierten sich im allgemeinen Sprachgebrauch zur Unterscheidung dabei in der Folge die Begriffe Formel 1 und Formel 2 heraus.
Obwohl Kompressormotoren angesichts des für sie vom Reglement vorgegebenen nachteiligen Verhältnisses von 1 : 4 von vornherein nicht mehr konkurrenzfähig waren und auch bei den Saugmotoren anfänglich nur die neu gegründete Scuderia Ferrari mit dem Tipo 166 mit einer passenden Konstruktion aufwarten konnte, die das Hubraumlimit voll ausschöpfte, fand die neue Kategorie schnell steigenden Zuspruch. Wann immer der italienische Rennstall bei den zahlreichen Rennen in ganz Europa nicht vertreten war, konnten vor allem die leichten und wendigen Simca-Gordini mit ihren ursprünglich vom Fiat Millecento abgeleiteten Vierzylindermotoren ihre Stärken voll ausspielen und trotz ihres Hubraumnachteils von über einem halben Liter eine Reihe Erfolge erringen.
Ausgerechnet im noch bis 1950 vom internationalen Motorsport ausgeschlossenen Deutschland wurde in den drei westlichen Besatzungszonen (aus denen kurz darauf die Bundesrepublik hervorging) gleich 1948 zum ersten Mal eine nationale Meisterschaft nach dem Formel-2-Reglement ausgetragen. Hier stand mit dem BMW 328 mehr oder weniger zufällig eine passende Motorenkonstruktion zur Verfügung, die auch in anderen europäischen Ländern gern als Basis für Einzelanfertigungen (sogenannte „Specials“) herangezogen wurde. Erster (west)deutscher Formel-2-Meister wurde Georg Meier auf einem Veritas, dem Toni Ulmen (1949 und 1950), Paul Pietsch (1951), erneut Ulmen (1952) und Theo Helfrich (1953) jeweils auf demselben Fabrikat nachfolgten. Ebenso wurde in der gerade gegründeten DDR ab 1951 bereits um Meisterschaftspunkte gefahren. Hier trat mit dem sogenannten Rennkollektiv sogar ein staatseigener Rennstall an, für den Edgar Barth 1952 und 1953 die Meisterschaft zweimal in Folge gewann. Erster Titelträger wurde 1951 jedoch Paul Greifzu auf einem von ihm selbst konstruierten Eigenbau-Rennwagen, der genau wie die „Kollektivrennwagen“ auf dem BMW 328 basierte.
Als 1952 der Grand-Prix-Sport nach dem Rückzug von Alfa Romeo erneut eine tiefe Krise durchlebte, beschloss die FIA, die Automobil-Weltmeisterschaft als Übergangslösung bis zur erst für 1954 beschlossenen Umstellung des Formel-1-Reglements auf 2,5-Liter-Saugmotoren zwei Jahre hindurch mit Formel-2-Rennwagen auszutragen. Hintergrund der Entscheidung war, dass mit Maserati, Cooper (mit ebenfalls vom BMW 328 abgeleiteten Motoren von Bristol), HWM, Connaught und OSCA mittlerweile eine Reihe weiterer Marken in dieser Kategorie vertreten war, so dass im Gegensatz zur Formel 1 zumindest zahlenmäßig gut besetzte Teilnehmerfelder aufgeboten werden konnten. Dennoch war auch hier Ferrari mit dem neuen Tipo 500 drückend überlegen, so dass Alberto Ascari mit 11 Siegen aus insgesamt 15 Läufen (nicht gerechnet die beiden Rennen in Indianapolis, wo nach einer anderen Rennformel gefahren wurde) die Weltmeisterschaft zweimal in Folge völlig unangefochten für sich entschied.

### Die 1,5-Liter-Formel (1957–1960)

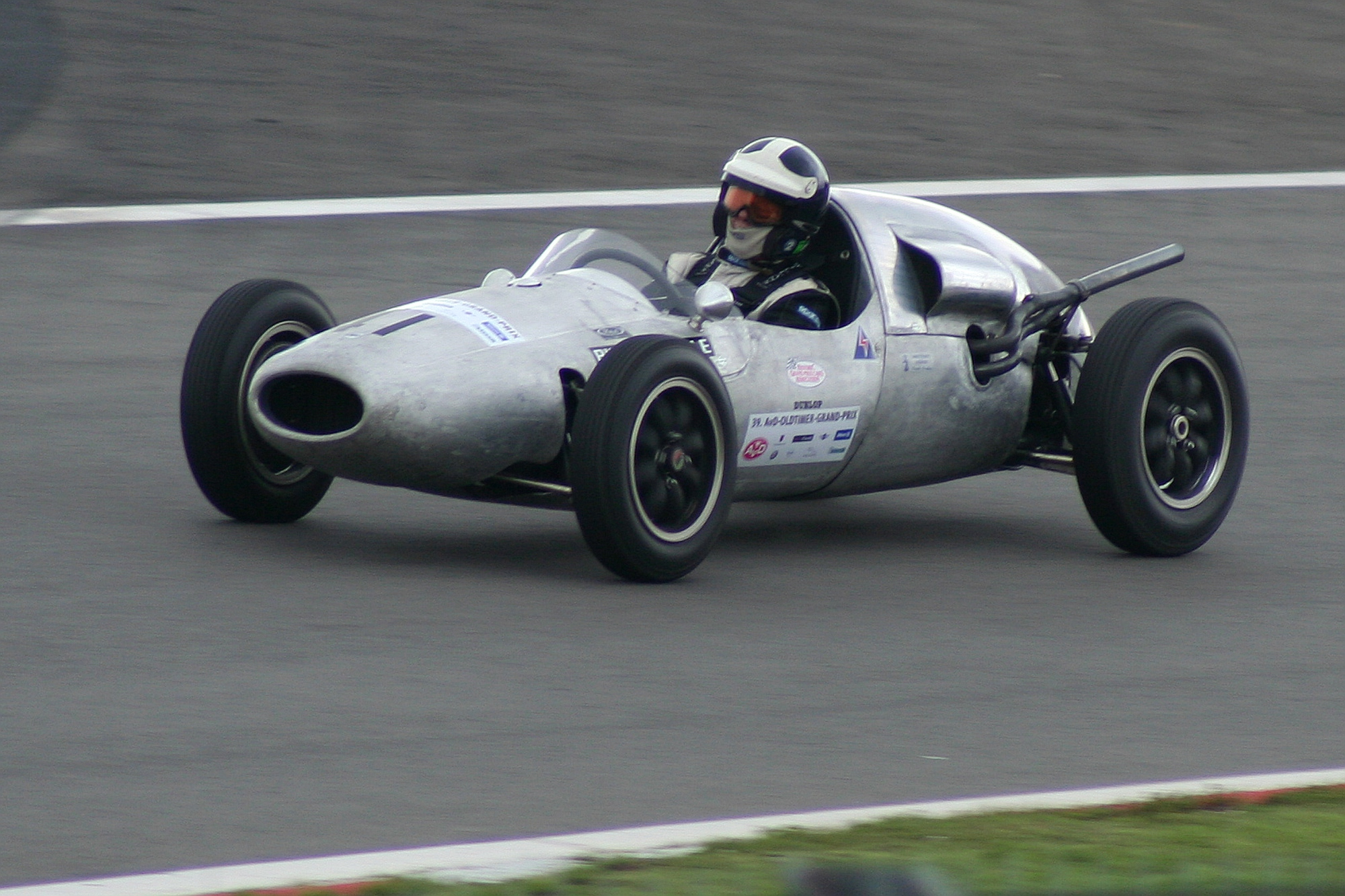
Cooper T41, Baujahr 1956

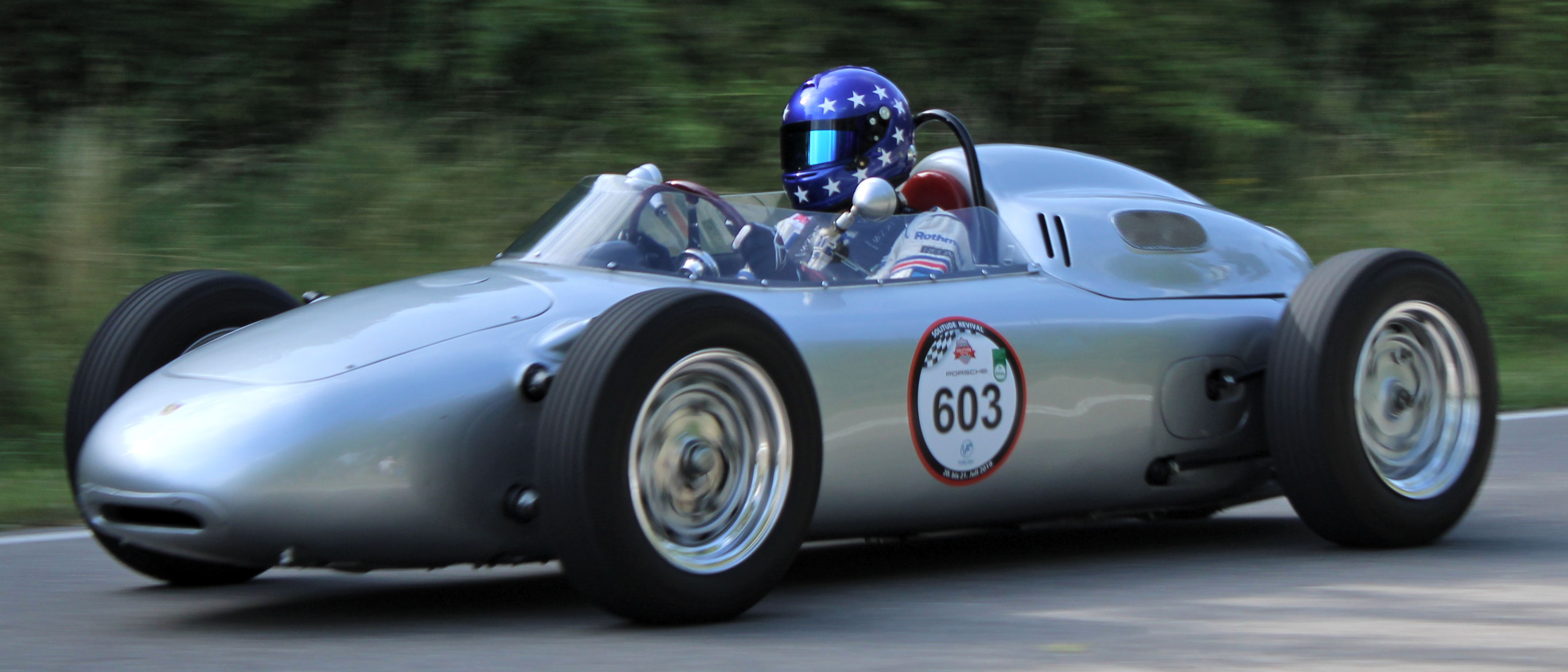
F2-Rennwagen Porsche 718/2 von 1960

Mit der „neuen“ Formel 1 von 1954 war bei den Motorengrößen der Abstand zur Formel 2 zu gering geworden, so dass diese zunächst wieder fallen gelassen wurde. Erst für 1957 wurde erneut eine zweite Rennformel mit einem Hubraumlimit von 1500 cm³ und der Begrenzung der Motoren auf maximal sechs Zylinder offiziell verabschiedet. Kompressoraufladung war nun generell verboten.
Nachdem sich in den vorangegangenen Jahren die Klasse der Rennsportwagen bis 1,5 Liter Hubraum zu großer Popularität entwickelt hatte, wurden zunächst die meisten Formel-2-Rennwagen aus den vorhandenen Sportwagenkonstruktionen abgeleitet. Einen regelrechten Boom lösten in Großbritannien von Coventry Climax in Serie produzierten Vierzylindermotoren aus, mit denen erstmals ein international konkurrenzfähiges Antriebsaggregat auf dem freien Markt zur Verfügung stand. Damit konnten sich auch kleinere, ganz auf den Chassisbau spezialisierte Hersteller ohne eigenes Motorenwerk, wie allen voran Cooper und Lotus, in die Formel 2 einführen. Vor allem Cooper, wo eine aus dem Rennsporttyp T39 „Bobtail“ weiterentwickelte Formel-2-Modellreihe in bis dahin nicht erreichter Stückzahl vor allem für den Verkauf an Privatfahrer produziert wurde, leitete mit der Anordnung der Motoren hinter dem Fahrersitz (der sogenannten Mittelmotorbauweise) darüber hinaus eine durchschlagende Änderung im Rennwagenbau ein. Diese Bauart, die es schon bei den Auto-Union-Rennwagen gegeben hatte, erwies sich gegenüber den üblichen Frontmotorkonstruktionen als deutlich effektiver und mündete nach dem späteren Aufstieg des Teams in die Formel 1 1959 und 1960 im Gewinn des Weltmeistertitels durch Jack Brabham.
Der Enthusiasmus der zahlreichen britischen Privatfahrer war so groß, dass der Rennbetrieb dort sogar bereits ein Jahr vor der offiziellen Inkraftsetzung der neuen Rennformel aufgenommen wurde. Bald fanden von Woche zu Woche überall im Land zahlreiche Clubrennen statt, bei denen die Teilnehmer oft sogar die Auswahl zwischen mehreren Veranstaltungen hatten. Auf diese Weise festigte sich Großbritannien endgültig als „Mutterland des Motorsports“ und die Formel 2 von 1957 legte den Grundstein für die bis heute anhaltende Dominanz britischer Rennställe im internationalen Automobilrennsport. Der intensive Rennbetrieb stellte dabei gleichzeitig eine effektive Form der Talentförderung dar, so dass später so bekannte Fahrer wie Jack Brabham, Graham Hill, Bruce McLaren (der wie Brabham zu diesem Zweck nach Großbritannien übergesiedelt war), Jim Clark und John Surtees in dieser Zeit hier den Grundstein für ihre spätere Weltkarriere legten.
Hauptkonkurrenten der Briten waren jeweils Porsche mit einer Monoposto-Version des Rennsportmodells RSK „Spyder“ sowie Ferrari, die mit dem Ferrari 156 „Dino“ eine hubraumreduzierte Ausgabe ihres aktuellen Formel-1-Typs einsetzten, die aufgrund des durchschlagenden Erfolgs der Cooper-Modelle auch auf Heck- bzw. Mittelmotoranordnung umkonstruiert wurde. Beide Firmen konzentrierten sich jedoch im Wesentlichen auf wenige international bedeutsame Rennen und überließen das weite Feld der britischen Clubrennen ganz den einheimischen Erzeugnissen mit den Climax-Motoren. 1959 unternahm auch Borgward einen Versuch, in Kooperation mit dem britischen Teams von Rob Walker bzw. B.R.P. als Motorenausrüster für deren Cooper-Modelle und mit Stirling Moss als Fahrer in der Formel 2 Fuß zu fassen. Trotz einer Reihe von Siegen musste das Unterfangen allerdings wegen der zunehmenden finanziellen Schwierigkeiten des Borgwardkonzerns bald eingestellt werden.
Höhe- und Endpunkt dieser zweiten Phase der Formel 2 war 1960 die Ausschreibung einer internationalen Konstrukteursmeisterschaft, die mit jeweils zwei Siegen für Cooper (durch Jack Brabham bei den Rennen in Brüssel und Pau in Frankreich) und Porsche (Moss, dessen Team mittlerweile die Marke gewechselt hatte, im britischen Aintree und Joakim Bonnier beim nach 1950, 1952 und 1953 erneut nach Formel-2-Reglement ausgeschriebenen Großen Preis von Deutschland auf dem Nürburgring) zwischen beiden Herstellern geteilt wurde. Ferrari hatte mit Wolfgang von Trips das Rennen in Syrakus gewonnen.
Für 1961 hatte die FIA jedoch ein weiteres Mal für die Formel 1 eine deutliche Hubraumreduzierung für Saugmotoren auf 1,5 Litern beschlossen, mithin genau die Grenze, die bislang für die Formel 2 gegolten hatte. Wie schon 1926/27 und 1954 wurde die „zweite Klasse“ im Motorsport damit hinfällig und ging erneut in der „großen“ Formel 1 auf.

### „Die Goldenen Jahre“ der Formel 2 (1964–1966)

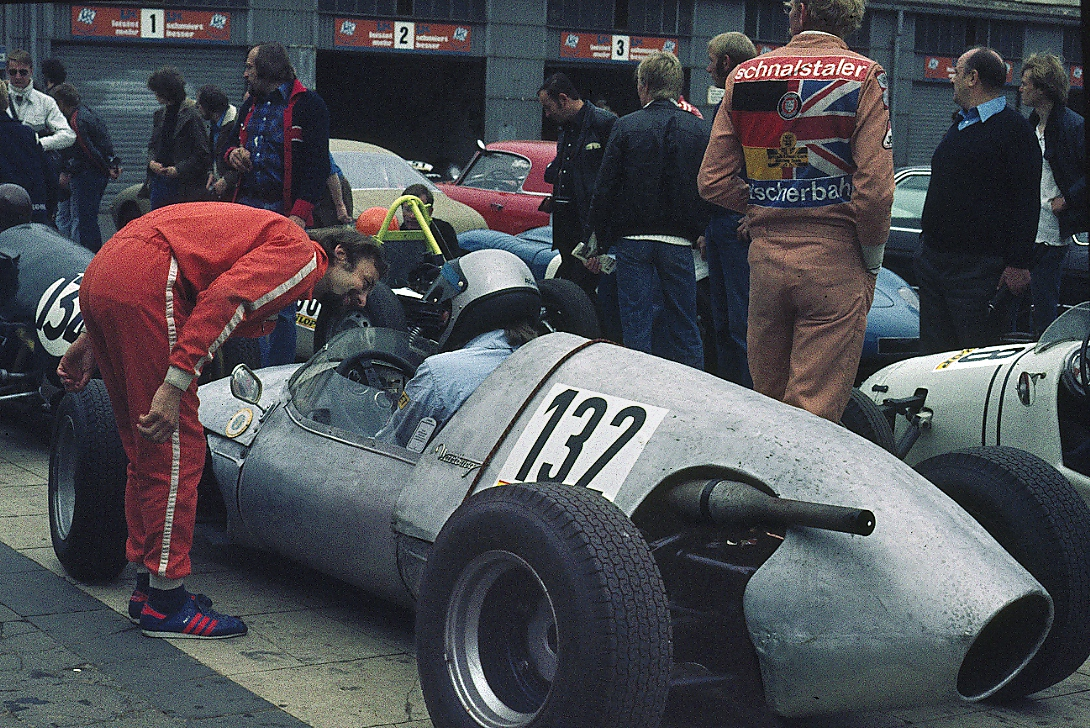
Melkus-Wartburg Formel Junior

Für einige Jahre wurde nun die Ende der 1950er Jahre ins Leben gerufene Formel Junior zur zweithöchsten Rennwagenkategorie im Automobilrennsport, die ganz auf die Nachwuchsförderung ausgerichtet war. Gleichzeitig schritt die technische Entwicklung der Formel 1 erneut stark voran, so dass sich zunehmend weniger Privatfahrer die Teilnahme leisten konnten. Schließlich trug die FIA den wachsenden Forderungen Rechnung und schrieb nach drei Jahren Pause für 1964 wieder eine Formel-2-Klasse aus.
Erlaubt waren nun Vierzylindermotoren bis 1 Liter Hubraum bei gleichzeitiger Festsetzung eines Mindestgewichts der Wagen von 420 kg. Anders als in der Formel Junior wurden darüber hinaus keine nennenswerten konstruktiven Einschränkungen erlassen und insbesondere im Gegensatz zur ebenfalls neu verabschiedeten Formel 3, mit der jetzt die ursprüngliche Idee der Formel Junior als Nachwuchsklasse weiterverfolgt wurde, waren in der neuen Formel 2 erfahrene Piloten (Engl.: „Graded Drivers“) zunächst ausdrücklich willkommen.
Mit dem Cosworth SCA – wegen des kreischenden Klangs der verhältnismäßig kleinen Motoren mit ihren hohen Drehzahlen als „Screamer“ bezeichnet – stand erneut ein hervorragendes Antriebsaggregat in ausreichender Stückzahl zur Verfügung. Gleichzeitig waren Brabham und Lola als weitere Chassishersteller hinzugestoßen, so dass zusammen mit Lotus und Cooper vier britische Unternehmen mit der Serienproduktion von Rennwagen befasst waren. Zudem wurde in Frankreich mit einer Serie aus fünf Grands Prix de France eine international offene Meisterschaft ausgeschrieben, an der sich alle vier Hersteller mit eigenen Rennställen bzw. Semi-Werksteams beteiligten. Dabei schickten sie immer wieder auch ihre jeweiligen aktuellen Formel-1-Fahrer ins Rennen, so dass es ehrgeizigen Amateurrennfahrern möglich war, sich mit den Idolen ihres Sports auf annähernd gleichwertigem Material zu messen. Einzelnen Fahrern wie Jochen Rindt gelang auf diesem Weg der Aufstieg zur Formel-1-Elite. Für das Publikum boten die großen Teilnehmerfelder mit ihrer hohen Leistungsdichte und vielen namhaften Fahrern aufregenden Sport, so dass dieser neuen Formel 2 von Beginn an ein Erfolg beschieden war wie kaum einer anderen Rennformel.
Im ersten Jahr war Brabham im sich immer stärker entwickelnden Duell mit Lotus zunächst im Vorteil und Firmengründer Jack Brabham selbst sicherte sich vor seinem Teamkollegen Denis Hulme den Gesamtsieg. Außerhalb der französischen Meisterschaft war auch Jim Clark mit seinem Lotus sehr erfolgreich, obwohl er nicht alle Rennen bestritt. Bei Cooper begann dagegen die Entwicklung wie in der Formel 1 deutlich zu stagnieren und für das Team wurde es schwerer, den Anschluss zu behalten. 1965 war ein großes Jahr für Clark, der sich mit dem gleichzeitigen Gewinn der Formel-1-Weltmeisterschaft wie auch der französischen Meisterschaft auf dem Höhepunkt seiner Karriere befand. Brabham dagegen wähnte sein Team von Cosworth gegenüber Lotus mit schlechterem Material versorgt und sicherte sich für 1966 für sein Werksteam exklusiv Motoren von Neueinsteiger Honda. Das japanische Aggregat war auf Anhieb ein durchschlagender Erfolg, und während Cosworth den größten Teil der Saison brauchte, den Anschluss zu finden, erzielten Brabham und Hulme erneut die ersten beiden Ränge in der Serie der „Grands Prix de France“.

### Die Europameisterschaft für „Ungraded Drivers“ (1967–1971)

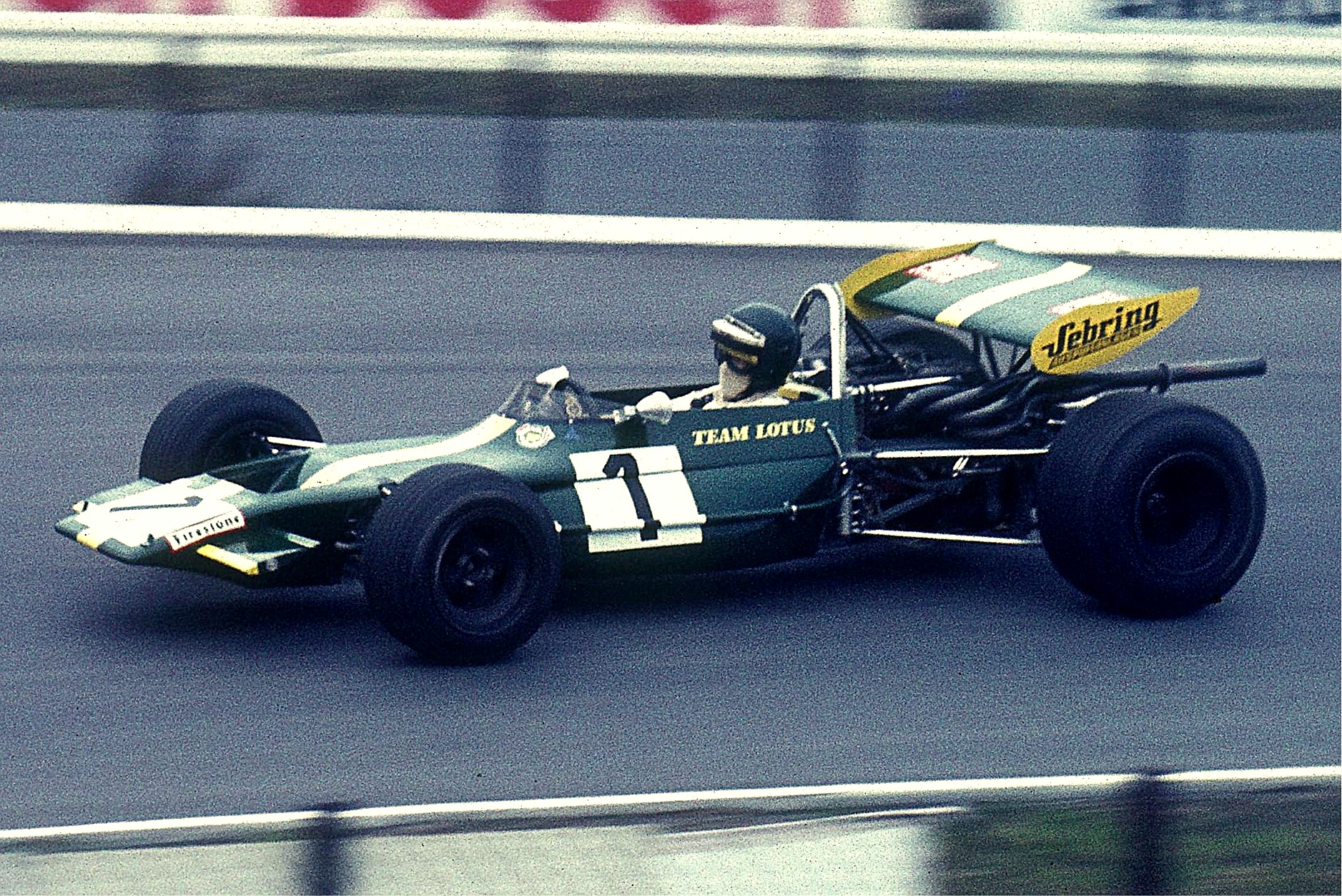
Lotus mit Jochen Rindt, 1970

In der Zwischenzeit war das Hubraumlimit in der Formel 1 auf 3 Liter Hubraum angehoben worden, so dass der Abstand zur Formel 2 mit ihren 1-Liter-Motoren wieder als zu groß empfunden wurde. Die FIA reagierte, indem sie die Grenze auf 1,6 Liter anhob und Motoren mit sechs Zylindern zuließ. Für Honda, deren Aggregat auf dem Modell S800 basierte, bedeutete das nach nur einem Jahr das Aus, während Cosworth den Schritt mitging und mit dem nach wie vor frei verkäuflichen FVA wieder das Maß der Dinge setzte. Aus Deutschland wagte BMW den Einstieg, wobei zunächst Chassis von Lola zugekauft bzw. dort in Auftrag gegeben wurden, um sich ganz auf die Motorenentwicklung zu konzentrieren. Der Weg an die Spitze war jedoch weit und es dauerte bis 1970, bevor sich nennenswerte Erfolge einstellten. Ferrari, als einziger Hersteller wie üblich mit eigenem Motor und eigenem Chassis, gelang es bei dem Versuch einer Rückkehr nicht, in der Formel 2 erneut dauerhaft Fuß zu fassen.
Mit dem Cosworth FVA und Getrieben von Hewland gewissermaßen als Einheitskomponenten waren die Modelle der etablierten Hersteller, zu denen im Lauf der Zeit mit Matra, McLaren, Chevron, Tecno und March noch eine Reihe weiterer namhafter Firmen kam, einander nahezu ebenbürtig. Für die Kunden blieb der Aufwand für den Betrieb eines Rennwagens überschaubar und durch die hohe Leistungsdichte waren weiterhin große Teilnehmerfelder und spannende Kämpfe auf der Strecke gewährleistet. Um die Formel 2 noch weiter aufzuwerten, wurde für diese Kategorie 1967 zudem erstmals eine Europameisterschaft ausgeschrieben. Dabei beging die FIA den Fehler, sogenannte „Graded Drivers“ – also Fahrer, die sich bereits in der Formel 1 etabliert hatten – von der Wertung auszuschließen. Damit sollte erreicht werden, gezielt aufstrebenden Talenten ein Sprungbrett in die Formel 1 zu bieten. In der Praxis führte das jedoch zu einer allmählichen Abkehr der prominenten Namen, die als die großen Publikumsmagnete bis dahin einen erheblichen Anteil zur Attraktivität dieser Klasse beigetragen hatten. Erst zur Saison 1979 wurde diese Regelung wieder abgeschafft, aber die Trennung der beiden Rennkategorien war mittlerweile nicht mehr zu ändern.
Die Rennen selbst blieben weiter spannend und zu Beginn hielten zahlreiche renommierte Formel-1-Piloten der Formel 2 weiterhin die Treue, so dass an die Erfolgsjahre der vorangegangenen 1-Liter-Formel angeknüpft werden konnte. Prägender Fahrer der Epoche war zweifellos Jochen Rindt, der ähnlich wie Jim Clark und einige andere bekannte Größen außerhalb des Formel-1-Kalenders nahezu jede Gelegenheit wahrnahm, an den Rennen teilzunehmen. Zuerst auf Brabham, später als Nachfolger des 1968 beim Formel-2-Rennen auf dem Hockenheimring tödlich verunglückten Clark bei Lotus, war Rindt fast bei jedem zweiten seiner regelmäßigen Auftritte in der Formel 2 erfolgreich und bei den übrigen Rennen meist nur durch Defekt zu stoppen. Sein Unfalltod beim Training zum Großen Preis von Italien 1970 in Monza bedeutete nicht nur einen schweren Verlust für die gesamte Motorsportwelt, sondern auch einen tiefen Umbruch für die Formel 2, in der fortan immer seltener namhafte Spitzenfahrer an den Start gingen.
Im Schatten von Rindts fünf Saisonsiegen bei Meisterschaftsläufen wurde 1967 Jacky Ickx zum ersten Europameister der Formel-2-Geschichte erklärt, der für den Rennstall von Ken Tyrrell an den Start ging. Der französische Technologiekonzern Matra war auf seinem Weg in die Formel 1 eine Kooperation mit dem erfahrenen Rennstallbesitzer eingegangen und setzte bei der Antriebstechnik auf die bewährte Cosworth-Hewland-Kombination aus Großbritannien. Immerhin war Ickx damit zusammen mit Brabhams Nachwuchsfahrer Frank Gardner der einzige unter den „Ungraded Drivers“, der in dieser Saison überhaupt Rennen gewonnen hatte, allerdings meist in Abwesenheit der ganz großen Namen.
In den beiden darauffolgenden Jahren stellte Matra mit Jean-Pierre Beltoise und Johnny Servoz-Gavin erneut die Titelträger. 1968 wagte die Formel 2 außerdem zum ersten Mal den Sprung nach außerhalb von Europa. Bei der argentinischen Temporada, einer Serie von vier aufeinanderfolgenden Rennen zum Jahresende, erlebte Ferrari mit zwei Siegen von Andrea de Adamich und einem Erfolg für Ernesto Brambilla einen kurzen Höhenflug, konnte aber 1969 nicht mehr daran anknüpfen und zog das Team Mitte der Saison wegen Erfolglosigkeit ganz aus der Formel 2 zurück.
Auch Matra konzentrierte sich ab 1970 ganz auf die Formel 1, etwas überraschend ging der Meistertitel in diesem Jahr an Clay Regazzoni auf Tecno. Die Konstruktionen des jungen italienischen Rennstalls, der 1969 erst den Aufstieg aus der Formel 3 unternommen hatte, waren verhältnismäßig schlicht, aber leicht und vor allem zweckmäßig. 1971 beging das Team jedoch den Fehler, auf im eigenen Haus getunte Cosworth-BD-Motoren zu setzen, die nicht an die gewohnte Zuverlässigkeit des vorherigen Cosworth FVA heranreichten.
Mit verhältnismäßig großem Aufwand hatte dagegen BMW bis dahin die Formel 2 betrieben. Der zunächst eingeschlagene Weg mit dem von Ludwig Apfelbeck entwickelten Motor mit „radial“ angeordneten Ventilen (dabei lagen sich jeweils zwei Einlass- wie auch zwei Auslassventile diagonal gegenüber) erwies sich jedoch als Sackgasse, so dass schon 1969 auf eine konventioneller konstruierte Variante des BMW M10 umgestellt worden war. Gleichzeitig wurde die Kundenbeziehung zu Lola beendet; die Chassis wurden nun unter der Markenbezeichnung BMW direkt beim unabhängig arbeitenden Konstrukteur Len Terry in Auftrag gegeben und bei Dornier gebaut. Nach ersten Anlaufschwierigkeiten stellte sich 1970 eine Reihe von Erfolgen ein. Aus dem Fahrerquartett, bestehend aus Jacky Ickx, Jo Siffert, Dieter Quester und Hubert Hahne, waren aber nur die beiden Letzteren in der Europameisterschaftswertung punktberechtigt, so dass die Meisterschaft nicht zu gewinnen war. Angesichts des für das übernächste Jahr anstehenden Wechsels zu 2-Liter-Motoren, wovon BMW aufgrund einer Homologationsregel zunächst ohnehin ausgeschlossen war, zog sich das Werk bereits Ende 1970 aus der Formel 2 zurück.
Für Schlagzeilen sorgte während der Saison 1970 ein weiterer deutscher Rennstall. Das von Wohnwagen-Hersteller Günther Hennerici gegründete Team Eifelland Caravans beschränkte sich im ersten Jahr allerdings fast ausschließlich auf Rennen in Deutschland und Österreich. Neben Stammfahrer Rolf Stommelen auf Brabham kam unter anderem Hennericis Partnerin Hannelore Werner mit einem March zu einigen Einsätzen. Beim Rennen um den „Preis von Deutschland“ auf dem Nürburgring, das dort als Ersatz für den wegen Sicherheitsbedenken in diesem Jahr an den Hockenheimring verlagerten Formel-1-Grand-Prix ausgerichtet wurde, belegte sie – allerdings in Abwesenheit aller Formel-1-Piloten – in einem durch zahlreiche Ausfälle geprägten Rennen am Ende den zweiten Platz, das bislang beste Ergebnis einer Frau in dieser Motorsportklasse.
Die letzte Saison der auslaufenden 1,6-Liter-Formel stand 1971 ganz im Zeichen von Ronnie Peterson, der einen geradezu kometenhaften Aufstieg erlebte. Der Schwede galt als eines der vielversprechendsten Talente im Automobilrennsport, hatte aber bei seinen ersten Formel-1-Einsätzen im Vorjahr noch keine WM-Punkte erzielt, so dass er weiter als „Ungraded Driver“ in der Formel-2-Europameisterschaft teilnahmeberechtigt blieb. Für 1971 hatte sich das March-Team ganz auf ihn als Fahrer ausgerichtet und ließ ihn, wie das nun bei anderen Spitzenfahrern der Formel 2 ebenfalls üblich war, in einer Doppelstrategie das gesamte Jahr hindurch parallel in beiden Kategorien antreten. Trotz des umfangreichen Pensums und einiger Anlaufschwierigkeiten zu Beginn fuhr Peterson nicht nur souverän vor Carlos Reutemann auf Brabham den EM-Titel ein, sondern – wenn auch vorläufig noch ohne Grand-Prix-Sieg – sammelte auch in der Formel 1 genügend Punkte, um am Ende als Vizeweltmeister abzuschneiden.

### 2,0-Liter „Homologationsmotoren“ (1972–1975)

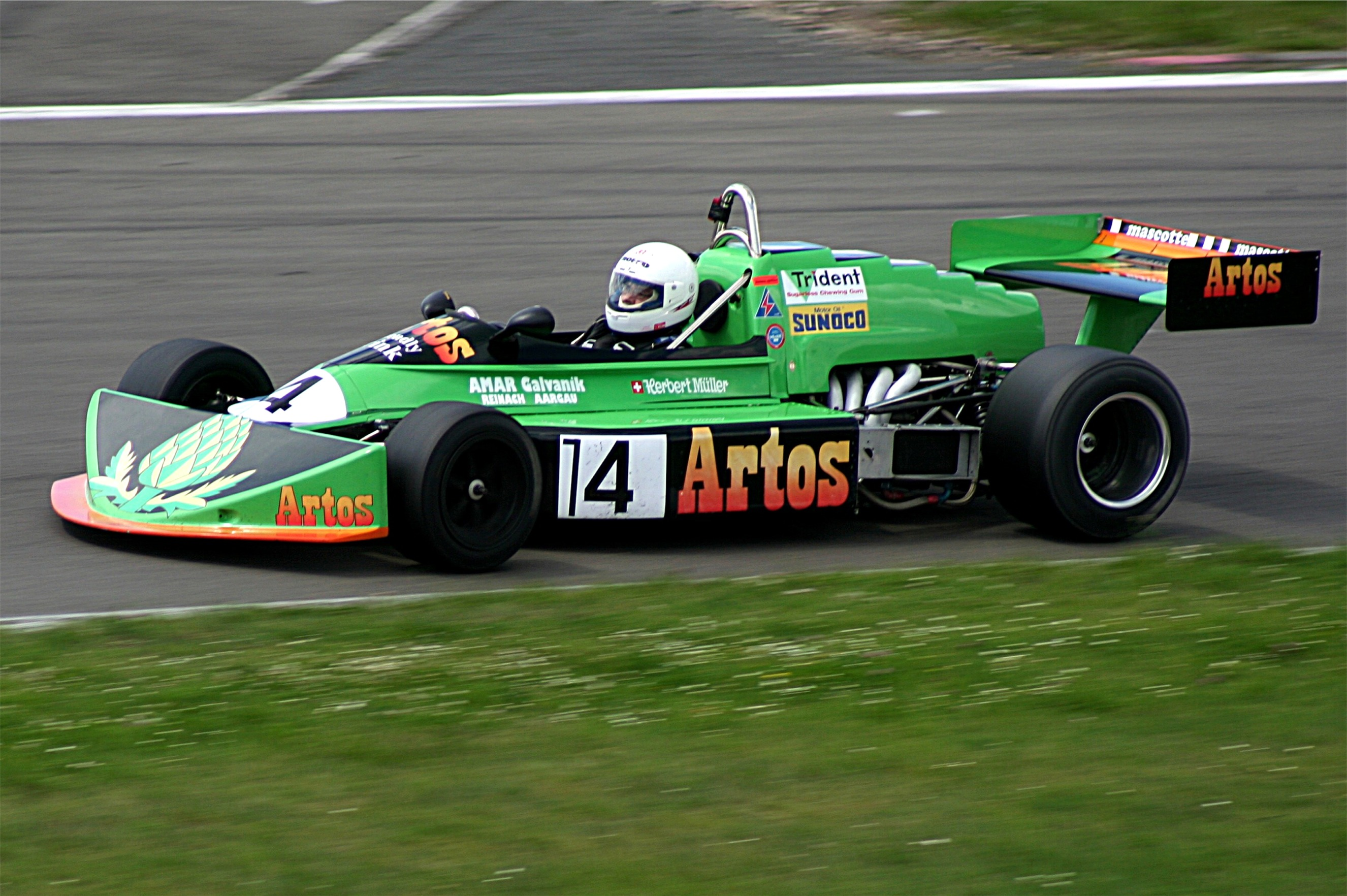
March 752 von 1975

Bereits drei Jahre im Voraus war für 1972 die Umstellung der Formel 2 auf Motoren bis 2 Liter Hubraum angekündigt worden, so dass für die Hersteller Zeit genug zur Verfügung gestanden hätte, sich auf den Wechsel vorzubereiten. Eine Zusatzregel besagte aber, dass Zylinderkopf und Block von einem Aggregat abstammen mussten, von dem im vorangegangenen Jahr mindestens 1000 Stück nach Gruppe-2-Regeln homologiert worden waren. Das hatte den Effekt, dass mit dem Cosworth BD 16-Ventiler erneut nur ein einziger konkurrenzfähiger Motorentyp als Antriebsquelle zur Verfügung stand. Zu Beginn der Saison bestand zudem das Problem, ausreichend viele Exemplare des eigentlich 1600 cm³ großen Aggregats allein durch Austausch der beweglichen Teile (Kurbelwelle und Pleuel) auf das erlaubte Limit von 2 Litern anzuheben, woraufhin die FIA kurzfristig die Bohrung freigab („that it was permissible to add as well as substract metal to the engine“)
Unterschiedliche Tuningmaßnahmen führten jedoch dazu, dass die Zuverlässigkeit der Motoren stark litt, so dass bei der Mehrzahl der Rennen nicht einmal die Hälfte der Teilnehmer das Ziel erreichte. Allein die von Brian Hart vorbereiteten etwas schwächeren Motoren, die beim neu in die Formel 2 eingestiegenen Surtees-Team zum Einsatz kamen, wiesen eine etwas größere Standfestigkeit auf, was beim Kampf um den Europameistertitel am Ende den Ausschlag zugunsten von Ex-Motorradweltmeister Mike Hailwood gab.
Schon im folgenden Jahr kam es zu einer neuen gravierenden Reglementsänderung, als die FIA die vorgeschriebene Homologationszahl der Zylinderköpfe auf lediglich 100 Exemplare absenkte. Damit waren die soeben noch alles dominierenden Cosworth-BD-Varianten mit einem Mal überholt. Stattdessen wurde der BMW M12 – ein weiterer Ableger der erfolgreichen M10-Baureihe – zum Maß aller Dinge. Der deutsche Automobilhersteller hatte sich bei seinem Wiedereinstieg allerdings vertraglich gebunden, ausschließlich Rennwagen von March – sowohl Werks- als auch die Kundenfahrzeuge – damit auszurüsten, so dass die Formel 2 in diesem Jahr zu einer „Zweiklassengesellschaft“ wurde. Entsprechend sicher beherrschte March-Werkspilot Jean-Pierre Jarier die Konkurrenz. Jochen Mass gewann nicht zuletzt dank einer geschickten Ausnutzung eines besonders undurchsichtigen neuen Punktemodus, bei dem die Rennen in sogenannte „Basis-“ und „Ergänzungsrennen“ eingeteilt wurden, mit dem BD-getriebenen Surtees die Vizemeisterschaft.
1974 gab BMW die Motoren auch für andere Chassishersteller frei. Dennoch bestand bei den Rennen als Nachwirkung der vorangegangenen Saison üblicherweise das halbe Feld aus Rennwagen von March, wobei insgesamt die Zahl der Teilnehmer deutlich rückläufig war. Mit Brabham und Lotus verabschiedeten sich zwei Hersteller endgültig, die seit Wiedergründung der Formel 2 neben ihren eigenen Rennställen zahlreiche Teams und Einzelfahrer mit Rennwagen versorgt hatten, und auch unter den March-Kunden regte sich zunehmend Unmut, weil ihre Autos hinter denen des Werksteams deutlich zurückstanden. Das Werksteam hatte insbesondere Zugriff auf weiche, besonders gut haftende Reifen von Goodyear, so dass March die Rennen noch deutlicher dominierte als vorher. Am Ende belegten dementsprechend die beiden Werkspiloten Patrick Depailler und Hans Stuck völlig unangefochten die ersten beiden Plätze in der Europameisterschaft, die wieder zum klassischen Wertungsmodus zurückgekehrt war.
Depailler entstammte einem umfassenden Förderprogramm des staatsnahen Mineralölkonzerns Elf Aquitaine, durch das Mitte der 1970er Jahre – sicher auch unter dem Eindruck des bevorstehenden Formel-1-Einstiegs von Renault – etliche französische Fahrer über die Formel 2 in die Formel 1 gelangten. Neben der Gründung eines eigenen Rennstalls unter Regie der beiden Fahrer Jean-Pierre Jabouille und Gérard Larrousse wurden die Wagen des nach der Übernahme durch Renault aufgelösten Alpine-Teams weiterentwickelt und als ELF-2 auch von beiden in den Rennen gesteuert. Mit Patrick Tambay und Michel Leclère wurden 1975 auch beide Cockpits im weiterhin favorisierten March-Team mit „Elf“-Piloten besetzt. Zur allgemeinen Überraschung gewann jedoch Jacques Laffite im ebenfalls von Elf gesponserten Auto des neu eingestiegenen französischen Herstellers Martini fünf der ersten sechs Saisonrennen. Im Gegensatz zu March, wo es anfangs erhebliche Probleme mit der Zuverlässigkeit der weiterhin vom BMW-Stammwerk bezogenen Motoren gab, setzten die beiden französischen Teams auf Technik von Schnitzer. Der deutsche Tuningbetrieb hatte angesichts der hohen Nachfrage nach BMW-Motoren auf dieser Basis eigene Aggregate entwickelt, die den Werksmotoren bezüglich Standfestigkeit anfangs überlegen waren. Im weiteren Verlauf der Saison kehrte sich dieses Verhältnis zwar grundlegend um, aber keiner der March-Piloten war mehr in der Lage, Laffites Vorsprung in der Meisterschaft aufzuholen.

### Rückkehr zu reinrassigen Rennmotoren (1976–1978)

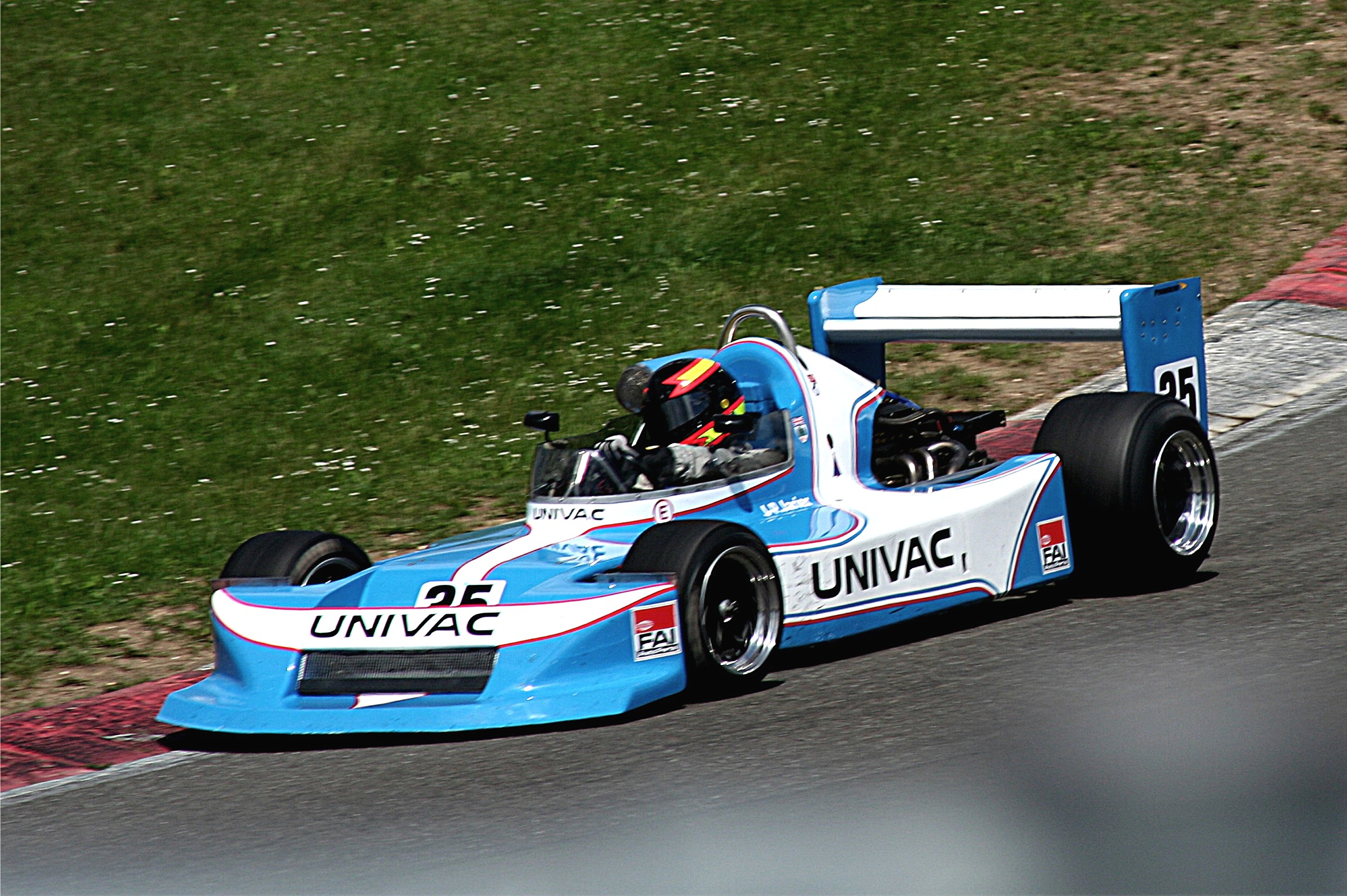
March 782 von 1978

Für 1976 gab die FIA das Motorenreglement wieder völlig frei, so dass ganz speziell entwickelte Rennmotoren bis sechs Zylinder und bis zwei Liter Hubraum eingesetzt werden konnten. Für Renault bot sich damit die Gelegenheit, die Formel 2 als Vorbereitung auf das unmittelbar bevorstehende Engagement in der Formel 1 als Entwicklungsprogramm unter echten Rennbedingungen zu nutzen. Die Saugmotorvariante des späteren V6-Turbo-Aggregats stand dabei exklusiv nur den beiden französischen Rennställen von Elf und Martini zur Verfügung, deren jeweilige Spitzenfahrer, Jean-Pierre Jabouille und Formel-2-Neuling René Arnoux, sich die gesamte Saison hindurch ein packendes Duell um die Meisterschaft lieferten. Jabouille, der das Formel-1-Projekt von Anfang an vor allem als Ingenieur maßgeblich begleitet hatte, war von Renault in Anerkennung seiner Verdienste ursprünglich als Titelträger bereits auserkoren, konnte sich aber nur dank einer ausgeklügelten Stallregie in Zusammenarbeit mit seinem Teamkollegen Leclère beim letzten Rennen in Hockenheim denkbar knapp durchsetzen.
So musste sich Arnoux für seinen Titelgewinn noch ein Jahr gedulden, um im Anschluss daran gemeinsam mit dem Martini-Team in die Formel 1 aufzusteigen. Weil Renault 1977 den Aufwand zugunsten der Formel 1 bereits stark heruntergefahren hatte, um im Jahr darauf ganz aus der Formel 2 auszuscheiden, hatte Arnoux seinen Erfolg aber bei insgesamt etwas nachlassender Teilnehmerschaft zu einem erheblichen Teil mangelnder Zielgerichtetheit bei Hauptkonkurrent March zu verdanken. Allein durch das ebenfalls nur mäßig erfolgreiche Formel-1-Team wurden bereits viele Ressourcen von March gebunden und die Entscheidung, in der Formel 2 mit dem in Italien stationierten Euroracing-Team parallel noch einen zweiten Rennstall offiziell mit Werksrennwagen auszurüsten, führte zu einer zusätzlichen Verzettelung der Kräfte. Dazu kam eine etwas unglückliche Fahrerpolitik. Statt sich auf einen Meisterschaftskandidaten zu konzentrieren, hatte mit Jochen Mass ein nicht punktberechtigter „Graded Driver“ zwei Läufe zu Beginn der Saison für March gewonnen. Hinzu kamen erste größere Unstimmigkeiten in der langjährigen Beziehung zu Motorenpartner BMW. Während daraufhin einige March-Chassis mit Hart-Motoren fuhren, errang mit Nachwuchspilot Eddie Cheever ein Fahrer aus dem BMW-internen Juniorenprogramm auf einem älteren Ralt-Modell mit BMW-Antriebstechnik am Ende die Vizemeisterschaft.
Auf Druck von BMW musste March alle übrigen Aktivitäten – einschließlich Formel-1-Programm – einstellen, um sich voll und ganz auf den Titelgewinn in der Formel 2 zu konzentrieren. Prompt gelangen Bruno Giacomelli 1978 acht Siege in zwölf Saisonrennen, und mit Marc Surer als Nummer zwei des Teams errang March nach 1974 sogar erneut einen weiteren Doppelerfolg in der Meisterschaft. Hauptgegner war in dieser Saison der britische Chevron-Rennstall, der sich die vorangegangenen Jahre hindurch kontinuierlich nach vorne gearbeitet hatte. Allerdings erlitt das Team durch den Tod von Firmengründer Derek Bennett, der zu Beginn des Jahres bei einem Gleitschirmunfall ums Leben gekommen war, einen schweren Rückschlag, von dem es sich bis zu seiner endgültigen Auflösung Ende 1979 nicht erholte.

### Die „Ground-Effect“-Ära (1979–1983)

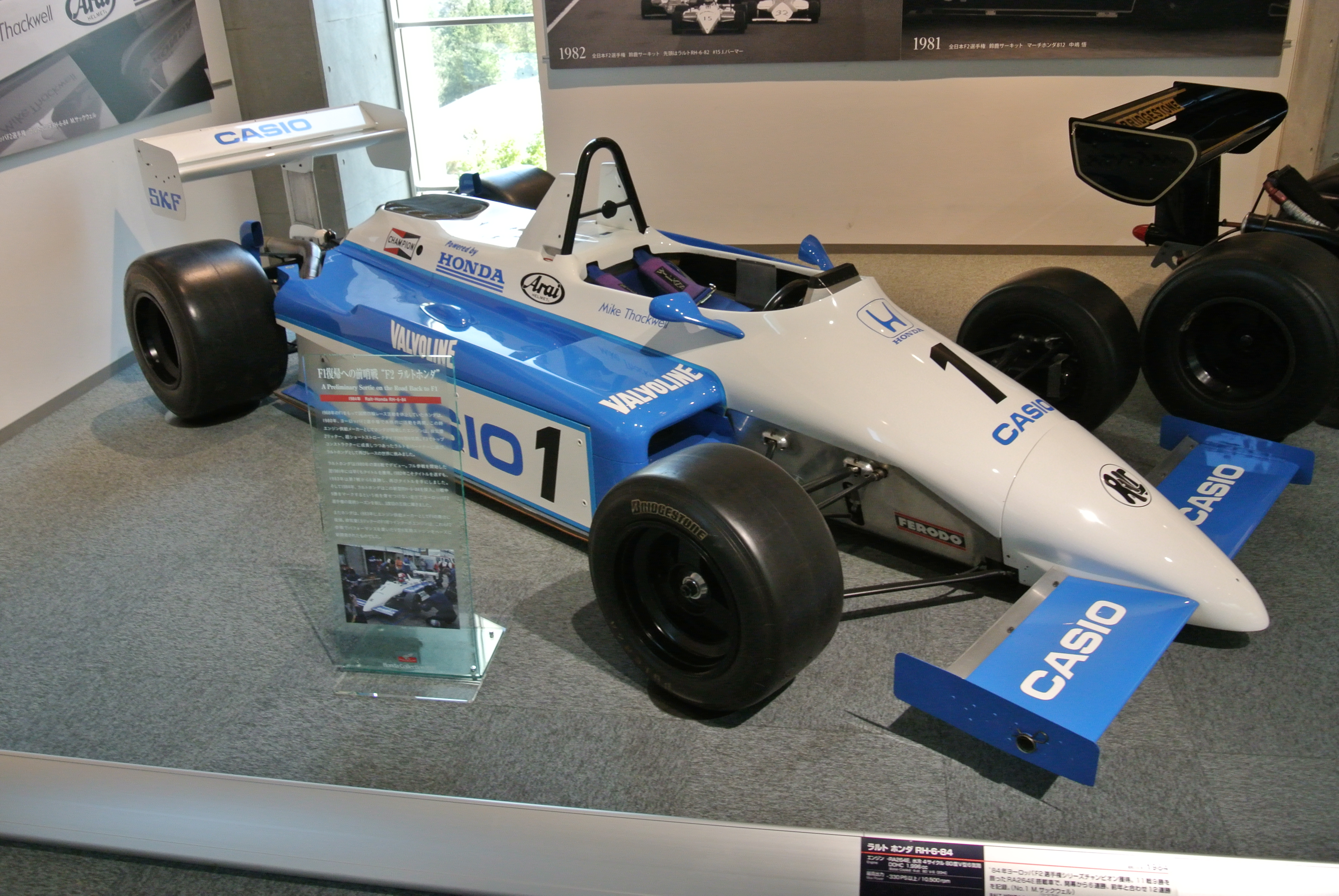
Erfolgreichstes Formel-2-Auto der frühen 1980er-Jahre: Ralt RT6

1978 hatte mit den Lotus 78 bzw. Lotus 79 „Wing Cars“ ein revolutionäres Designkonzept die Formel 1 erobert, das im darauffolgenden Jahr auch in der Formel 2 allgemein Einzug hielt. Dabei wurden in den Seitenkästen beiderseits des Cockpits große, nach unten gekehrte und durch seitliche Gleitschürzen zum Boden hin abgedichtete Flügelprofile untergebracht, durch die mit zunehmender Geschwindigkeit unter dem Fahrzeug Unterdruck aufgebaut wurde. Diese Saugwirkung presste das gesamte Auto mit großer Kraft auf die Fahrbahn, was vor allem zu einer extremen Erhöhung der Kurvengeschwindigkeiten führte. Das erforderte jedoch eine Umstellung der Fahrweise und die Zweikämpfe auf der Strecke wurden härter, was bei der gleichzeitig ohnehin bereits extrem angestiegenen körperlichen Belastung die Arbeit der Fahrer zusätzlich erschwerte. Auch wurde die völlig neuartige Aerodynamik noch nicht in allen Einzelheiten beherrscht, so dass es im Verlauf der nächsten Jahre bei den Rennen insgesamt zu einem starken Anstieg der Kollisionen und Unfällen kam.
1979 hatte das erneut favorisierte March-Team Mühe, die technischen Voraussetzungen für die neue Konstruktionsweise zu schaffen, zumal die Anstrengungen wie üblich neben den eigenen Werksautos auch auf eine größere Anzahl von Kundenfahrzeugen verteilt werden mussten. Dagegen hatte der britische Toleman-Rennstall, der im Vorjahr noch zum Kundenstamm bei March gehört hatte, den Vorteil, dass sich Hersteller Ralt ganz auf die Entwicklung der speziell bestellten, mit Hart-Motoren bestückten Rennwagen konzentrieren konnte. Obwohl zu Saisonbeginn erst ein Exemplar davon zur Verfügung stand und das Team zwischendurch für einige Rennen noch einmal auf die Kundenautos der Vorsaison zurückgreifen musste, lag der erfahrene Brian Henton gemeinsam mit Eddie Cheever auf Osella und Marchs Werkspilot Marc Surer vor dem letzten Lauf zur Europameisterschaft in Donington punktgleich an der Spitze. Während Cheever, der im Verlauf der Saison vor allem bei Nässe von den überlegenen Fahreigenschaften seiner Pirelli-Radialreifen profitiert hatte, beim Finale nicht mehr in die Punkteränge vorstoßen konnte, fiel die Entscheidung zugunsten Surers zwei Runden vor Schluss, als Henton unter dem Druck seines Konkurrenten bei nachlassenden Bremsen ein Dreher unterlief.
Im Folgejahr entwickelte Toleman den Ralt in Eigenregie weiter und sicherte sich exklusiv die Reifen von Pirelli wie auch Vorzugsbehandlung durch Motorenpartner Hart. Damit lagen alle Vorteile bei Henton, der völlig unangefochten in seiner mittlerweile siebten Formel-2-Saison endlich die Europameisterschaft vor seinem neuen jungen Teamkollegen Derek Warwick erringen konnte. Inspiriert durch diesen Erfolg wechselte das Team zusammen mit den beiden Fahrern für 1981 umgehend in die Formel 1. Marchs Top-Pilot Teo Fabi dagegen hatte zwar wie Henton ebenfalls drei Rennen gewonnen, kam aber nach Punkten nicht über den dritten Rang in der Endwertung hinaus.
Für die Formel 2 war 1980 ein katastrophales Jahr. Bei Unfällen waren die große österreichische Nachwuchshoffnung Markus Höttinger und der junge Deutsche Hans-Georg Bürger am Steuer ihrer Rennwagen zu Tode gekommen. Ein weiterer aufsehenerregender Zwischenfall ereignete sich auf der Nordschleife des Nürburgrings, als am March-BMW von Manfred Winkelhock über einer Kuppe schlagartig der Anpressdruck verloren ging, der Fahrer nach einem Überschlag frei in der Luft den anschließenden Aufprall auf dem Boden aber völlig unverletzt überlebte.
Nach dem Ausstieg von Toleman waren die Voraussetzungen für 1981 wieder völlig neu. Der Fuhrpark des Rennstalls einschließlich Konstruktionsplänen der Rennwagen wurde an Lola bzw. das Team von Docking-Spitzley abgetreten. Aus Deutschland hatte Maurer Motorsport bereits im Vorjahr die früheren Chevron-Betriebsanlagen in Großbritannien samt einem Großteil des Personals übernommen und den Firmensitz dorthin verlegt. Nach einem Jahr Anlaufzeit war das Team ab 1981 voll konkurrenzfähig. Dazu kam aus Italien Minardi, ein Team, das bereits mehrere Jahre in der Formel 2 mit Kundenchassis verschiedener Hersteller verbracht hatte und seit 1980 ebenfalls mit Eigenkonstruktionen an den Start ging. Und selbst der kleine französische Hersteller AGS hatte in den letzten Jahren bereits einzelne Erfolge erringen können.
Bedeutendster Neuzugang war ohne Zweifel Motorenhersteller Honda, der Mitte der vorangegangenen Saison nach dreizehnjähriger Abstinenz als Motorenlieferant in die Formel 2 zurückgekehrt war. Die japanischen V6-Aggregate waren exklusiv für die Wagen des britischen Herstellers Ralt reserviert, der damit zum ersten Mal mit einem eigenen echten Werksteam antrat. Bis weit in das Jahr 1981 hinein gab es zunächst aber noch einige Anlaufschwierigkeiten, nicht zuletzt, weil der als Meisterschaftsanwärter vorgesehene Mike Thackwell nach einem Trainingsunfall im britischen Thruxton einige Wochen lang verletzt aussetzen musste, während Geoff Lees als Nummer 2 im Team trotz seiner langjährigen Rennerfahrung nicht als Top-Pilot angesehen wurde. Bald waren die Honda V6 jedoch regelmäßig die stärksten Motoren im Feld.
Zusammen mit March, die in der neuen Saison zu den Rennen regelmäßig mit vier Werkspiloten antraten, waren damit fünf Chassis- und drei Motorenhersteller vertreten, gegen die unabhängige Teams angesichts der Kosten und des technischen Aufwands kaum noch Erfolgsaussichten besaßen. Ohnehin war March als einziger Konstrukteur übrig geblieben, der noch aktuelle Modelle frei zum Verkauf anbot. Der Rest musste sich mit abgelegten Vorjahresautos begnügen. Doch obwohl die Teilnehmerzahl bei den Rennen insgesamt drastisch zurückging, verschwanden Kundenteams und Privatfahrer aber bis zum Ende nie völlig aus der Formel 2. Der letzte Rennsieg eines Privatfahrers ereignete sich 1983 beim traditionsreichen Grand Prix de Pau durch den Österreicher Jo Gartner mit seinem Spirit-BMW, allerdings erst, nachdem die beiden vor ihm ins Ziel gekommenen Fahrer, Stefan Bellof und Alain Ferté, – beide auf Maurer-BMW – wegen Untergewicht ihrer Wagen nachträglich disqualifiziert worden waren.
Zu einem entscheidenden Erfolgsfaktor waren mittlerweile die Reifen geworden. Immer mehr Konzerne hatten den Einstieg gewagt, so dass sich ähnlich wie in der Formel 1 ein regelrechter „Reifenkrieg“ entwickelte. Im Verlauf der Saison 1981 wechselte Ralt zu Bridgestone, was zusammen mit einem von Honda komplett überarbeiteten Motor zugunsten von Lees den Ausschlag gab. Nachdem es in den ersten fünf Läufen noch fünf verschiedene Sieger auf vier verschiedenen Fabrikaten gegeben hatte, zog Lees vom achten Rang in der Meisterschaft kommend mit drei Siegen und drei zweiten Plätzen aus den letzten sieben Rennen an allen anderen vorbei.
Trotz dieses Ausgangs war Honda mit den erzielten Ergebnissen wie auch mit der Zusammenarbeit mit Ralt insgesamt nicht vollends zufrieden, so dass die Gründung eines neuen Rennstalls durch bei March abgeworbenes Personal – einschließlich Vize-Europameister Thierry Boutsen – in Angriff genommen wurde, mit dem Ziel, später gemeinsam in die Formel 1 aufzusteigen. Trotzdem wurde aber auch Ralt weiterhin mit den Motoren des japanischen Konzerns beliefert.
Tatsächlich war der Spirit-Honda 1982 das schnellste Auto im Feld, litt aber unter Kinderkrankheiten, so dass einige wertvolle Punkteresultate verloren gingen. Zunächst sorgte daher noch das Maurer-Team mit seinem neuen Fahrer Stefan Bellof für Aufsehen. Gleich seine ersten beiden Formel-2-Rennen beendete er als Sieger, konnte aber in der Folge nur noch zweimal Podestplätze erringen. 1983 geriet das Team zunehmend in finanzielle Nöte und musste den Rennbetrieb noch vor Ende der Saison einstellen.
So entwickelte sich die Saison 1982 zu einem Dreikampf zwischen Boutsen und den beiden March-Piloten Corrado Fabi und Johnny Cecotto, die alle vor dem letzten Lauf im italienischen Misano noch Titelchancen besaßen. Cecotto hätte ein zweiter Platz genügt, aber eine Kollision mit Bellof warf ihn gleich zu Beginn aussichtslos zurück. Für Boutsen wurden dagegen die wechselnden Wetterverhältnisse im Rennen zum Verhängnis. Bridgestone stellte für Trockenheit und Nässe Reifen unterschiedlicher Bauart und Dimensionen, so dass nach dem fälligen Tausch das Set-Up des Autos nicht mehr passte. Damit konnte er Fabi nicht mehr in Bedrängnis bringen, der mit seinem Sieg mit einem Punkt Vorsprung auf seinen Teamkollegen die Meisterschaft gewann.

### Der Niedergang (1983–1984)
Bereits für 1982 hatte die FIA versucht, die Auswüchse des „Ground Effect“ durch Vorgabe einer Mindesthöhe der Fahrzeugunterseite über Grund zu entschärfen. Hierdurch sollten insbesondere die auf der Fahrbahnoberfläche schleifenden Schürzen eliminiert werden, die immer wieder für gefährliche Situationen und schwere Unfälle verantwortlich waren, wenn der Bodenkontakt kurzzeitig verloren ging und die Sogwirkung unter dem Auto schlagartig abriss. In der Praxis ergab sich jedoch das Problem, wie diese Regel nicht nur im Stand, sondern auch draußen auf der Rennstrecke zu kontrollieren war, wenn z. B. das Auto über Bodenwellen oder beim Bremsen vorübergehend einfederte. Wie in der Formel 1 setzten einige Teams daraufhin bald regelrechte Trickfederungen ein, so dass die Seitenteile der Rennwagen im Fahrbetrieb dann doch wieder permanenten Bodenkontakt hatten. Das führte 1983 zu einer Reihe von Protesten und Gegenprotesten, je nachdem, welches Team über solche Vorrichtungen verfügte oder nicht, so dass einige Rennen erst nachträglich „am grünen Tisch“ entschieden wurden.
Aber auch aus anderen Gründen wurden die Rennen der Formel 2 zusehends unattraktiv. Mangels Fernsehübertragung verloren die Sponsoren das Interesse, was wiederum zu noch kleineren Feldern führte. Waren in der „Goldenen Ära“ der 1970er Jahre noch Teilnehmerzahlen von bis zu 50 Fahrern keine Seltenheit, so wurde 1984 beim Rennen im sizilianischen Enna-Pergusa mit 13 Wagen am Start der absolute Tiefpunkt erreicht. Andere Rennkategorien traten dagegen nun stärker in den Vordergrund, wie z. B. die nordamerikanische IndyCar-Serie, in der auch March seit 1981 engagiert war. Ab 1983 verzichtete der weltweit größte Hersteller von Rennwagen daher auf den Einsatz seines eigenen Werksteams in der Formel 2 und lagerte den Rennbetrieb stattdessen an das britische Onyx-Team aus.
Auch Motorenpartner BMW konzentrierte sich nun zusehends auf das erfolgreich angelaufene eigene Formel-1-Programm, brachte aber noch einmal eine letzte Ausbaustufe des Formel-2-Motors heraus, mit der March-Pilot Beppe Gabbiani 1983 noch einmal vier der ersten fünf Meisterschaftsläufe gewann. Das Chassis des March war allerdings etwas zu schwach ausgelegt, so dass es unter der permanenten Beanspruchung im weiteren Saisonverlauf immer stärker zu Verwindungen neigte, was zu Lasten der Straßenlage ging. Gleichzeitig hatte Ralt, wo man nach dem Ausstieg von Spirit wieder als einziges Team im Feld exklusiv über die überlegenen Honda-Motoren verfügte, die schon fast üblichen Anlaufschwierigkeiten zu Saisonbeginn überwunden, so dass Jonathan Palmer mit einer Siegesserie von fünf Rennen in Folge zum Saisonende den Titelkampf noch einmal komplett umkehrte und sein Teamkollege Mike Thackwell vor Gabbiani die Vizemeisterschaft gewann.
Um dem leidigen Thema Schürzen ein Ende zu setzen, wurden für 1984 wie in der Formel 1 völlig flache Fahrzeugunterböden vorgeschrieben, die im Bereich zwischen den Vorder- und Hinterrädern keinerlei Profil aufweisen durften. An der herrschenden Kräfteverteilung änderte das jedoch nichts mehr, zumal sich BMW werksseitig ganz aus der Formel 2 zurückgezogen hatte und die Kundenteams allein auf Motoren privater Tuningbetriebe wie Mader oder Heidegger angewiesen waren. Mit einem Leistungsvorsprung von ungefähr 30 PS waren die beiden Ralt-Honda von Thackwell und dessen neuem Teamkollegen Roberto Moreno jederzeit überlegen und nur zu schlagen, wenn sie entweder durch Fahrfehler – was bei Moreno häufiger der Fall war – oder durch technische Probleme zurückgeworfen wurden.

### Die Formel 3000 (1985–2004) und weitere Nachfolgeserien
Ohne wirkliche Aussicht auf Besserung der Lage wurde die Formel 2 zum Ende der Saison 1984 aufgelöst und auf Betreiben von Formel-1-Boss Bernie Ecclestone durch die neue Formel 3000 ersetzt. Hintergrund war, dass die in großer Zahl vorhandenen altbewährten Cosworth-V8-Saugmotoren mit 3 Liter Hubraum in der Formel 1 ausgemustert wurden, weil sie gegen die aktuellen 1,5-Liter-Turbomotoren nicht mehr konkurrenzfähig waren. Ecclestone hoffte, mit diesen Aggregaten in Verbindung mit gebrauchten Formel-1-Chassis eine kostengünstigere Alternative zur Formel 2 zu schaffen und mit der neuen Rennserie eine größere Beteiligung von Teams zu erreichen. Diese Erwartungen erfüllten sich allerdings nur zum Teil, denn schon bald gingen die einschlägigen Hersteller dazu über, auch für diese Serie spezielle Chassis und Motoren zu entwickeln. 1996 wurde die Formel 3000 – einem allgemein anhaltenden Trend im Motorsport folgend – in eine reine Markenformel mit Einheitschassis und -motoren umgewandelt, bevor sie 2005 von der GP2-Serie abgelöst wurde. Nachdem kurzzeitig parallel dazu eine „neue“ Formel-2-Serie ausgetragen worden war, heißt die GP2 seit 2017 wieder FIA-Formel-2-Meisterschaft.

### Meisterschaften und Rennserien

#### Meisterschaften
Nach dem Reglement der Formel 2 wurden im Laufe der Jahre verschiedene Meisterschaften ausgetragen:
- Formel-2-Europameisterschaft (1967 bis 1984)
- Japanische Formel-2-Meisterschaft (unter dieser Bezeichnung von 1977 bis 1986; zuvor als Japanische Formel-2000-Meisterschaft bezeichnet)
- Britische Formel-2-Meisterschaft (1956–1960, 1964 bis 1967, 1972). Davon zu trennen sind die Britischen Formel-2-Meisterschaften der Jahre 1992 bis 1996: Hierbei handelte es sich um die Nachfolger der Britischen Formel-3000-Meisterschaft (1989 bis 1991), denen ungeachtet ihrer (insoweit irreführenden) Bezeichnung weiterhin das zeitgenössische Reglement der Formel 3000 zugrunde lag.
- Trophées de France (1964 bis 1967)
- Italienische Formel-2-Meisterschaft
- Schweizer Formel-2-Meisterschaft (1971)

Daneben gab es in Australien und Mexiko weitere Formel-2-Meisterschaften. Ihnen lag allerdings ein eigenständiges technisches Reglement zugrunde.

#### Regionale Formel-2-Serien
Neben den Meisterschaften bestanden zeitweise verschiedene Rennserien ohne Meisterschaftsstatus nach Formel-2-Reglement. Hierzu gehören
- die Kolumbianische Formel-2-Serie (zwei Rennen 1971)
- Torneio Brasiliero Formule 2 (vier Rennen im Dezember 1971 in Brasilien und Argentinien).

## Wiederbelebung 2009–2012

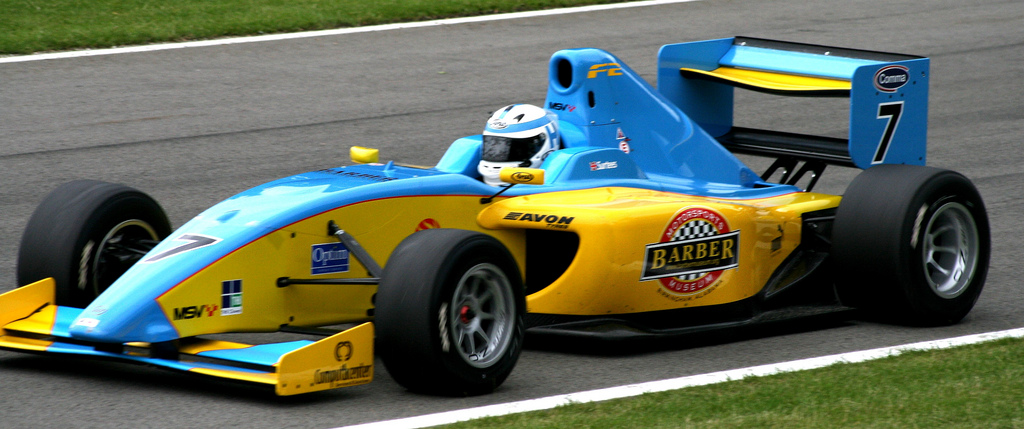
Einheitschassis der „neuen Formel 2“: Williams JPH1 von 2009

Nachdem seit längerer Zeit über die Wiederbelebung der Formel 2 diskutiert worden war, erhielt 2008 der britische Ex-Formel-1-Fahrer Jonathan Palmer den Zuschlag, eine neue Formel-2-Serie zu schaffen. Ab 2009 wurde die FIA-Formel-2-Meisterschaft ausgetragen. Das Konzept sah wie folgt aus:
- Aus Kostengründen fuhren in dieser Serie Einheitsautos.
- Aus dem gleichen Grund gab es keine Teams im herkömmlichen Sinn.
- Die Mechaniker waren aus Gründen der Gleichbehandlung bei jedem Rennen bei einem anderen Fahrer im Einsatz.
- Der Formel-1-Konstrukteur Williams konzipierte das Chassis.
- Die 1,8-Liter-Turbo-Motoren kamen von Audi; ihre Leistung betrug rund 300 kW.

Das Reglement hatte damit starke Ähnlichkeit mit der restriktiven Variante im Markenpokal. 2009 wurden zehn Rennen ausgetragen, teilweise im Rahmen der WTCC-Tourenwagenmeisterschaften. Die Serie wurde zum Ende der Formel-2-Saison 2012 eingestellt.

## FIA-Formel-2-Meisterschaft
Ab der Saison 2017 wurde die GP-Serie unter der Bezeichnung FIA-Formel-2-Meisterschaft fortgeführt. Das Reglement entspricht dem der bisherigen GP2-Serie. Es hat keinen Bezug zur Formel 2 der Jahre 1950 bis 1984.